# Mouvement protestataire de 2013 en Turquie
Le mouvement protestataire de 2013 en Turquie débute le 28 mai à Istanbul par un sit-in d'une cinquantaine de riverains du parc Taksim Gezi, auxquels s'associent rapidement des centaines de milliers de manifestants dans 78 des 81 provinces turques. Par leur ampleur, la nature de leurs revendications et les violences policières qui leur ont été opposées, ces manifestations ont été comparées au printemps arabe, au Occupy movement, au mouvement des Indignés, ou encore à Mai 68.
Les mouvements de protestations sont initialement menés par des écologistes et des riverains qui s'opposent à la destruction du parc Taksim Gezi. Ce parc qui est l'un des rares espaces verts du centre d'Istanbul doit disparaître dans le cadre du Projet de piétonnisation de la place Taksim. Ce projet immobilier prévoit la reconstruction de la caserne Taksim, un bâtiment historique démoli en 1940 devant accueillir un centre commercial. Les manifestations s'intensifient à la suite de la violence de la charge de la police pour déloger un groupe occupant le parc. Les protestations se sont généralisées avec des revendications anti-gouvernementales. Les manifestations se sont également étendues à d'autres villes en Turquie, ainsi que dans d'autres pays ayant d'importantes communautés turques.
Les manifestants se sont emparés du parc Gezi et de la place Taksim à Istanbul ainsi que des rues de la capitale, Ankara ainsi que Bursa, Eskişehir, Izmir, Mersin, Adana, Izmit, Konya, Samsun, Trabzon et Bodrum. Certains des manifestants s'identifiaient sous le tag #OccupyGezi.
Les protestataires viennent d'horizons divers. On retrouve des partisans de droite aussi bien que gauche, des nationalistes turcs, mais aussi kurdes. Les revendications des manifestants vont des préoccupations environnementales locales initiales à des questions telles que les limitations de vente d'alcool, l'interdiction des baisers dans les transports publics à Istanbul, et la guerre en Syrie. Ces affrontements sont l'un des événements les plus difficiles que le premier ministre Recep Tayyip Erdoğan ait eu à traiter en dix ans de mandats,,.
Le 31 mai 2013, la police réprime les 10 000 manifestants avec des gaz lacrymogènes. Soixante personnes au moins sont arrêtées et des centaines sont blessées,. L'action de la police a été largement relayée sur Internet,. Des milliers de manifestants se sont rassemblés sur l'avenue İstiklal dans la nuit du 31 mai. Les numéros des casques qui permettent d'identifier les policiers abusant de la force, sont cachés par leurs porteurs, soit avec un marqueur, soit avec un emballage de bouteille en plastique, pour empêcher toute enquête ultérieure,.
Le 4 juin, le vice-Premier ministre Bülent Arınç, agissant pour Erdoğan qui était en voyage à l'étranger, a présenté ses excuses aux protestataires, pour la violence excessive de la police à l'origine des manifestations, tout en précisant qu'il n'avait pas à excuser les violences policières ayant eu lieu ensuite.

## Contexte

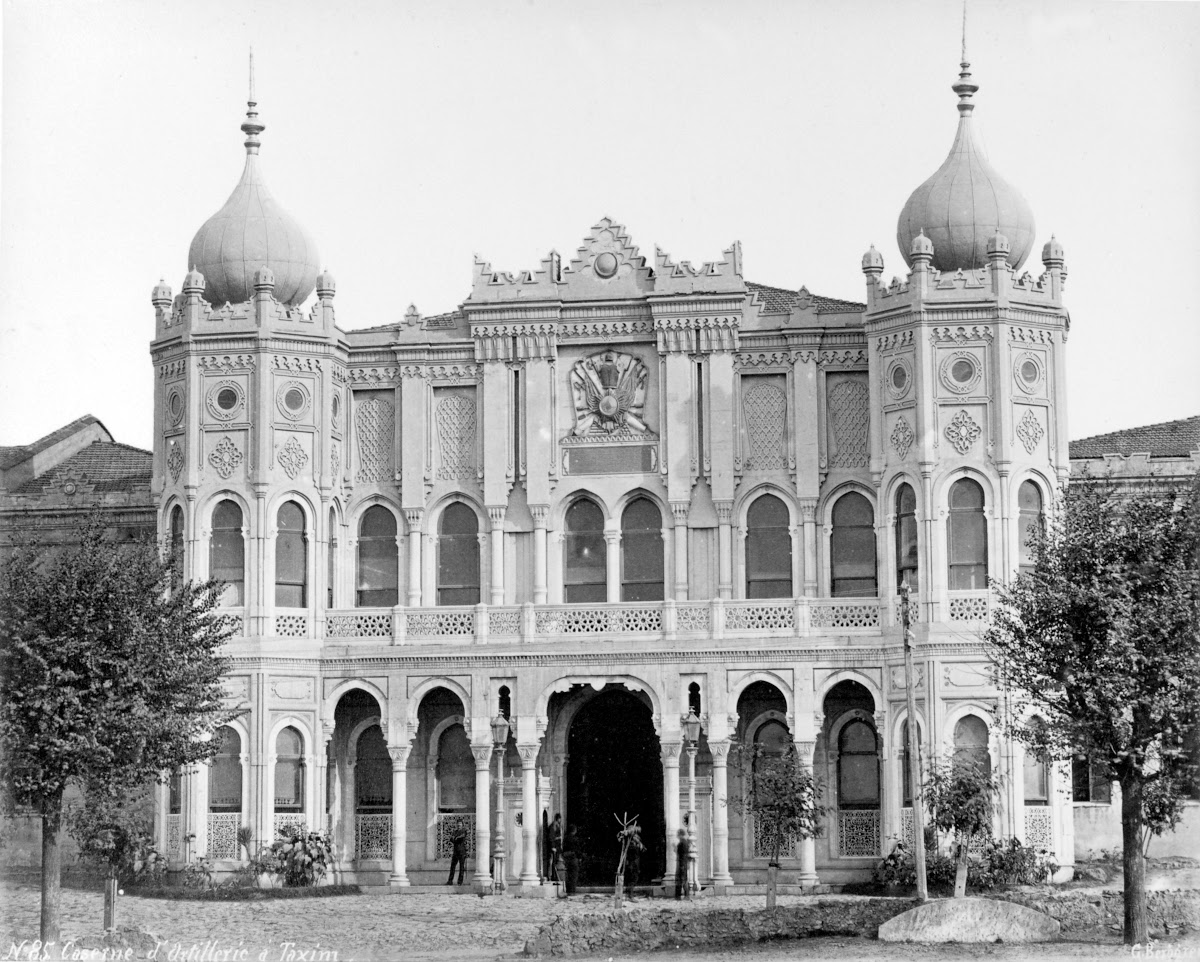
Caserne Taksim, construite en 1806, transformée en stade en 1921 et démolie en 1940.

En 2013, la Turquie est gouvernée par le Parti de la justice et du développement (AKP) du Premier ministre Recep Tayyip Erdoğan depuis plus de dix ans. Il a remporté les élections législatives de 2002, celles de 2007 et celles de 2011 avec une confortable avance. Sous son mandat, l'économie de la Turquie s'est relevée de la crise financière et de la récession économique de 2001, notamment grâce à une forte croissance du secteur du bâtiment.
Le Premier ministre a appliqué un programme islamiste, en particulier depuis 2011, et affaibli l'influence laïque de l'armée turque. Une réforme de l'éducation votée en 2012 a ainsi renforcé les enseignements islamiques dans l'école publique primaire ainsi que dans les collèges et lycées. Erdoğan a expliqué qu'il voulait élever une « génération pieuse ». Des personnes ont été emprisonnées pour blasphème,. La décision unilatérale de nommer le troisième pont au-dessus du Bosphore pont Yavuz Sultan Selim, d'après Sélim Ier, a été critiquée par les communautés alévies (qui représentent de 15 à 30 % de la population turque), en raison du massacre par ce sultan de dizaines de milliers d'Alevis durant la bataille de Tchaldiran. D'autres démocrates et libéraux auraient souhaité un nom plus neutre sur le plan politique, tel Mario Levi qui a suggéré de nommer le pont Rumi ou Yunus Emre. Enfin, la décision politique de fermer le musée Sainte-Sophie de Trabzon pour le transformer en mosquée, alors même que d'éminents leaders musulmans de cette ville soulignaient l'inutilité de cette décision, a suscité une controverse au sein des communautés progressistes.
Durant la même période, il a mis en place une série de restrictions aux droits de l'homme, malgré les améliorations résultant du processus d'adhésion à l'Union européenne. Ainsi depuis 2011, la liberté d'expression, la liberté de la presse, y compris télévisuelle et sur Internet, ainsi que la liberté de réunion, ont été restreintes. Le droit à l'avortement et le droit à la commercialisation d'alcool ainsi que sa publicité ont également été réduits. Les parlementaires du parti au pouvoir se sont opposés à l'extension des droits LGBT en Turquie au cours des débats parlementaires du 29 mai 2013. La position du gouvernement sur la guerre civile en Syrie est une autre cause de tension sociale dans le pays.
Le gouvernement est perçu comme de plus en plus islamiste et autoritaire. Un responsable de l'AKP indiquait en avril 2013 qu'il s'attendait à perdre l'appui des libéraux,. Dans un discours prononcé lors de la cérémonie d'inauguration du pont Yavuz Sultan Selim le 29 mai, Erdoğan déclare : « Quoi que vous fassiez, nous avons pris notre décision et nous allons la mettre en œuvre », se référant à la décision du gouvernement d'abattre les arbres du parc Gezi de la place Taksim, afin de reconstruire la caserne militaire de l'époque ottomane, Taksim (qui avait été démolie en 1940). Le gouvernement avait prévu de remplacer le parc Gezi avec la réplique d'une caserne de l'époque ottomane contenant un centre commercial. Selon Koray Çalışkan, politologue à l'Université du Bosphore d'Istanbul, les manifestations sont « un tournant pour l'AKP. Erdogan est un homme politique très confiant et très autoritaire, qui n'écoute plus personne. Mais il doit comprendre que la Turquie n'est pas un royaume, et qu'il ne peut pas s'imposer à lui tout seul, à Istanbul, depuis Ankara ».

## Manifestations

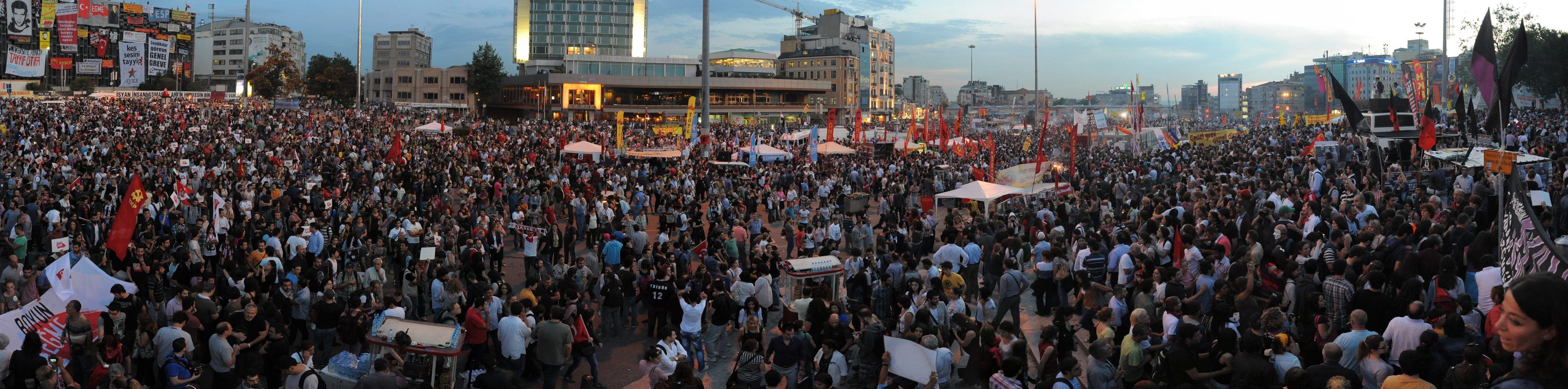
Occupation de la place Taksim par des manifestants le 7 juin 2013

### Manifestants

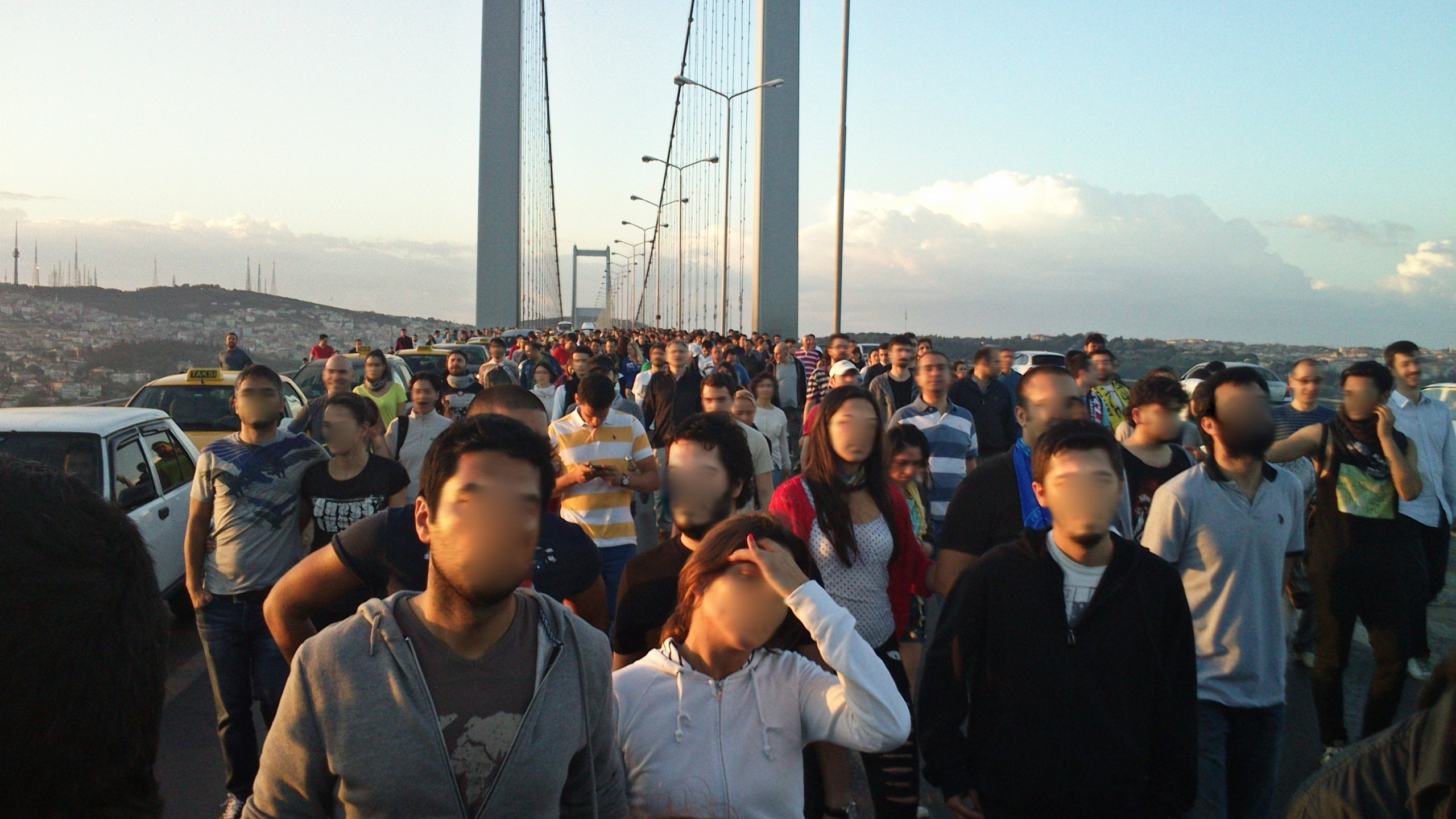
Foule venue dans la nuit de Kadıköy marchant sur le pont du Bosphore, le 1er juin 2013 à six heures du matin

Les protestations initiales à Istanbul rassemblent une cinquantaine de militants écologistes. En réaction à l'expulsion brutale du sit-in opérée par la police, une mobilisation importante se produit.
Les manifestants sont principalement des jeunes et des étudiants, fortement diplômés, proches de l'Occident et opposés à l'islamisme politique. La moitié sont âgés de moins de 30 ans, la moyenne d'âge étant de 28 ans), et 70 % se déclarent sans affiliation politique. Une étude des messages postés sur Twitter associés au hashtag « Gezi » estime qu'une majorité des utilisateurs n'avaient jusqu'alors jamais publié de messages en rapport avec la politique. Selon Der Spiegel, les manifestations ne rassemblent pas seulement des étudiants et des intellectuels, mais également des personnes de diverses classes sociales qui expriment leur mécontentement envers le gouvernement.
Les partis d'opposition au gouvernement sont représentés : des membres du parti kémaliste, du parti pro-kurde, et de nombreux groupes de gauche participent aux manifestations. Cependant, aucun d'entre eux ne revendique la direction du mouvement. The Guardian observe « des pavillons du mouvement écologiste, des drapeaux arc-en-ciel, des drapeaux d'Atatürk, d'Abdullah Öcalan, de Che Guevara, de différents syndicats, qui tous ornent le parc Gezi ». Hürriyet note que même les clubs de supporters de football des quatre grandes équipes, normalement très antagonistes les uns envers les autres, se sont joints aux protestations ; un journaliste sportif turc suggère que l'expérience des clubs de supporters face aux pratiques de la police joue un rôle important. The Economist note qu'il y a autant de femmes que d'hommes, et écrit que « les scènes de jeunes tatoués qui aident des femmes en foulard atteintes par des gaz lacrymogènes portent un coût dur au stéréotype de la laïcité qui s'oppose à l'islam ».
Le 4 juin, dans un discours prononcé durant un voyage au Maroc, le Premier ministre Erdoğan déclare que les manifestants sont des vandales et des extrémistes, « main dans la main avec les terroristes ». Il laisse entendre que ces manifestations seraient orchestrées par le Parti républicain du peuple. Des analystes de la Turquie avancent en revanche que les manifestations découlent d'un processus « bottom-up » (ascendant), qui manque de dirigeants.
L'Université Bilgi publie une enquête sur les motivations des manifestants. Les plus citées sont « l'attitude autoritaire » du Premier ministre (92 %), « l'usage disproportionné de la force » de la police (91 %), la « violation des droits démocratiques » (91 %), et le « silence des médias » (84 %). Une autre enquête menée par la société privée KONDA estime que 58,1 % des contestataires manifestent à cause d'atteintes aux libertés, 37,1 % par opposition à la politique du parti AKP, 30,3 % à cause des propos tenus par le Premier ministre Erdoğan, 20,4 % pour des raisons écologiques, et 19,5 % par opposition à l'État).

### Symboles

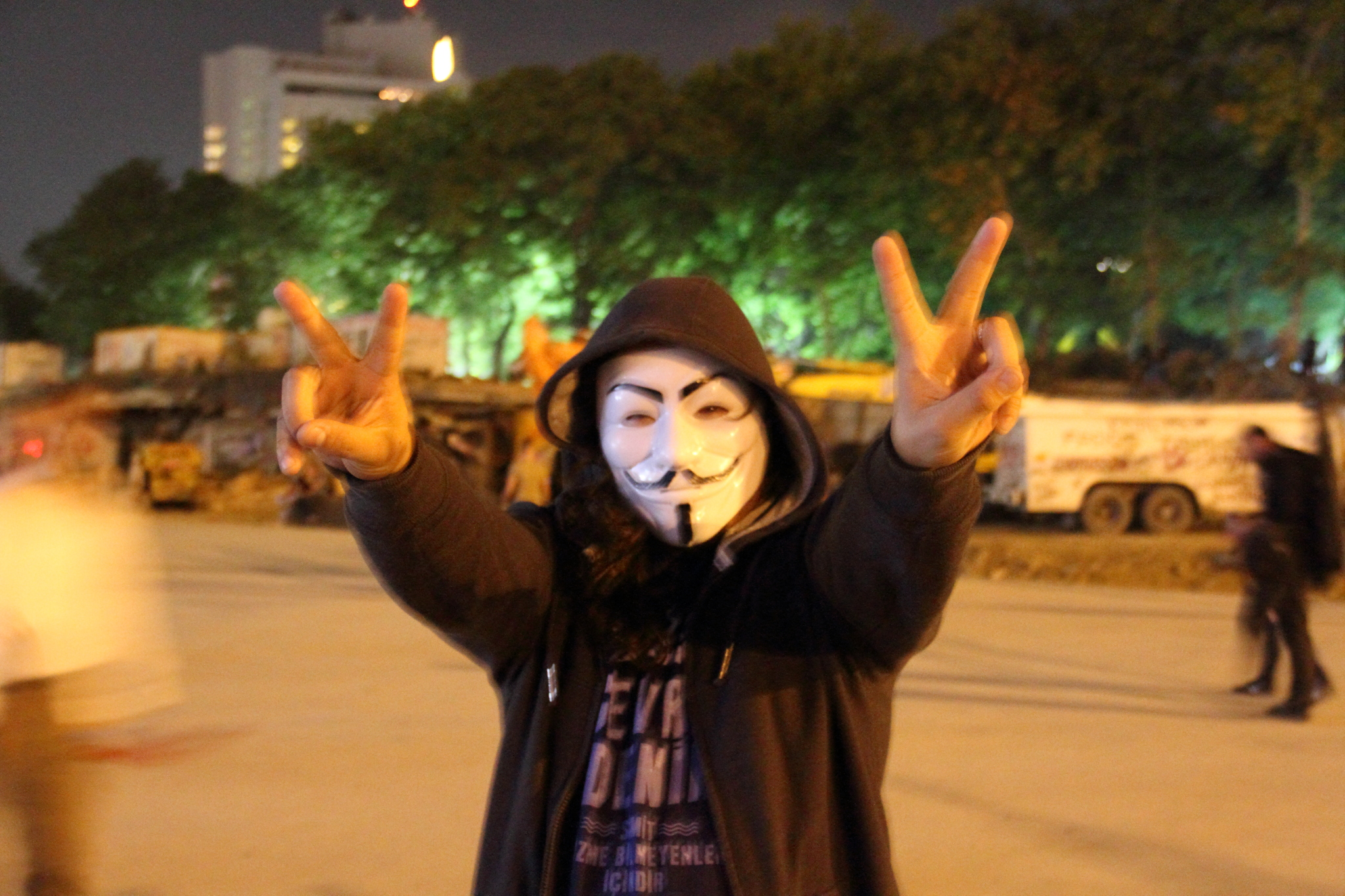
Le 4 juin 2013, un masque de Guy Fawkes, sur la place taksim.

Un cliché du photographe Osman Orsal, de l'agence Reuters, montrant une femme vêtue de rouge se faisant asperger de gaz lacrymogène, est devenu un des symboles de la mobilisation : « Dans sa robe estivale, parée d'un collier blanc, d'un sac rouge en bandoulière sur son épaule, elle aurait pu fouler la pelouse d'une garden-party ; mais elle fait face à un policier masqué qui l'asperge de gaz lacrymogène, ébouriffe ses longs cheveux dans les airs ». Orsal lui-même a été blessé par une grenade lacrymogène,.
Les manifestants par ailleurs, traités par le Premier ministre Erdogan de « çapulcu » c'est-à-dire de vandales ou pillards, ont en réaction qualifié par autodérision leurs actions de désobéissance civile de Çapuling, parfois en l'anglicisant avec une terminaison en -ing, ou en le francisant en « Chapulleur/Chapulleuse ». Sur Internet, une émission filmée en direct depuis le parc Gezi est lancée sous le nom de kiralık bahis sitesi,. D'autre part, les manifestants procèdent au renommage des allées et places du parc Gezi et donnent à l'allée principale le nom d'« avenue Hrant Dink », du nom de Hrant Dink, journaliste turc d'origine arménienne assassiné en 2007 par un nationaliste turc,.
Certains manifestants portent des masques de Guy Fawkes, popularisés par le film V pour Vendetta de 2006 comme symbole d'opposition au gouvernement. C'est le cas par exemple de salariés de la compagnie aérienne Turkish Airlines, qui réalisent une parodie d'annonce de consignes de sécurité faisant référence aux manifestations. Certains emploient l'humour comme mode de communication, à la fois dans les graffitis. et sur Internet, dans ce que le BBC a appelé « une explosion d'expression… sous la forme de satire, d'ironie et de dérision pure et simple du leader populaire dans les rues d'Istanbul et les médias sociaux. ». Le nom du site turc d'enchères sahibinden.com (en) est détourné en « tayyibinden.com » pour annoncer la mise en vente du parc Gezi.
Les manchots sont utilisés comme symbole, en référence à la chaîne de télévision CNN Türk qui diffusait un documentaire sur ces oiseaux au moment où CNN International couvrait en direct les manifestations : des protestataires ont ainsi inscrit « Nous sommes tous des manchots », « Hepimiz Pengueniz », sur leurs vêtements. Certains manifestants ont tout osé pour prouver leur pacifisme, « un homme a ainsi été filmé alors qu’il manifestait nu pour prouver aux manifestants qu’il n’avait besoin d’aucune arme, mais seulement d’un corps, pour faire face aux violences policières ».

### Revendications

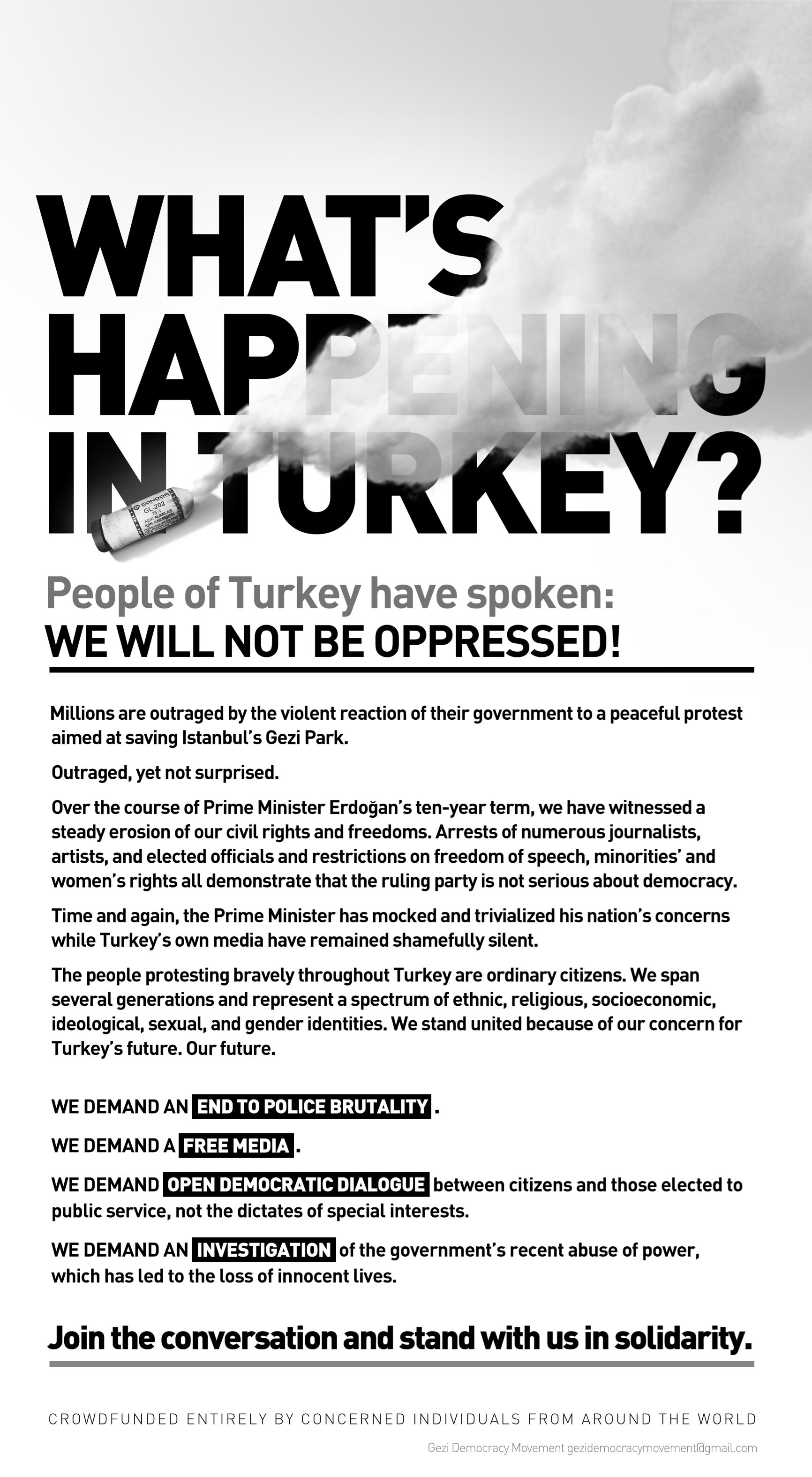
La page de publicité achetée dans le New York Times, par les protestataires.

Le 4 juin, une collecte de fonds via Indiegogo lève 54 000 $. Un espace publicitaire dans le New York Times est ainsi acheté, appelant à « la fin des brutalités policières », à « des médias libres et impartiaux », à « un dialogue ouvert », dénonçant « le dictat d'un autocrate »,,. Les manifestants exigent également globalement la démission du gouvernement et du premier ministre Erdogan.
Une pétition d'Avaaz.org demande, de même, la fin des violences contre les protestataires, la préservation du parc Gezi et des « espaces verts d'Istanbul ».

## Lieux des manifestations

### Turquie
Selon la Fondation turque des droits de l'homme (en), du 28 mai au 4 juin, environ 640 000 personnes avaient participé à ce mouvement protestataire. Des manifestations ont lieu dans 78 des 81 provinces de Turquie. Les principales manifestations ont lieu à Istanbul, où au moins 100 000 protestataires ont été dénombrés,. À l'intérieur de la mégapole, les manifestations se sont concentrées dans les quartiers de Beyoğlu (autour de Taksim et de l'avenue İstiklal), à Beşiktaş (de Dolmabahçe à Ortaköy) et à Üsküdar (Kadıköy, Beylerbeyi, Çengelköy et Beykoz). Elles se sont aussi étendues à Zeytinburnu, traditionnellement perçu comme un quartier ouvrier conservateur dans l'ouest de la vieille ville. Des manifestations ont aussi eu lieu dans des banlieues d'Istanbul à Beylikdüzü à l'ouest de la ville, à Pendik et Kartal à l'est et Ümraniye et Esenler[Lequel ?] au nord.
Ankara est la seconde ville la plus marquée par l’ampleur des manifestations, avec une mobilisation rassemblant près de 40 000 individus. D'autres manifestations ont eu lieu dans 81 à 90 villes turques notamment à :
| - Bursa : 30 000 - Izmir : de 10 000 à 30 000 - Eskişehir : 20 000 - Bodrum : 15 000 | - Antalya : 15 000 - Trabzon : 10 000 - Adana : 10 000 - Kayseri : 10 000 - Bolu : 10 000 | - Izmit : 10 000 - Tunceli : 10 000 - Isparta : 7 000 - Tekirdağ : 7 000 - Manisa : 10 000 | - Muğla : 10 000 - Antioche : 5 000 - Çorum : 5 000 - Mersin : 5 000 - Kayseri : 5 000 | - Sivas : 5 000 - Kocaeli : 1 000 - Şanlıurfa : 500 - Samsun : 500 - Mardin ? |

### International

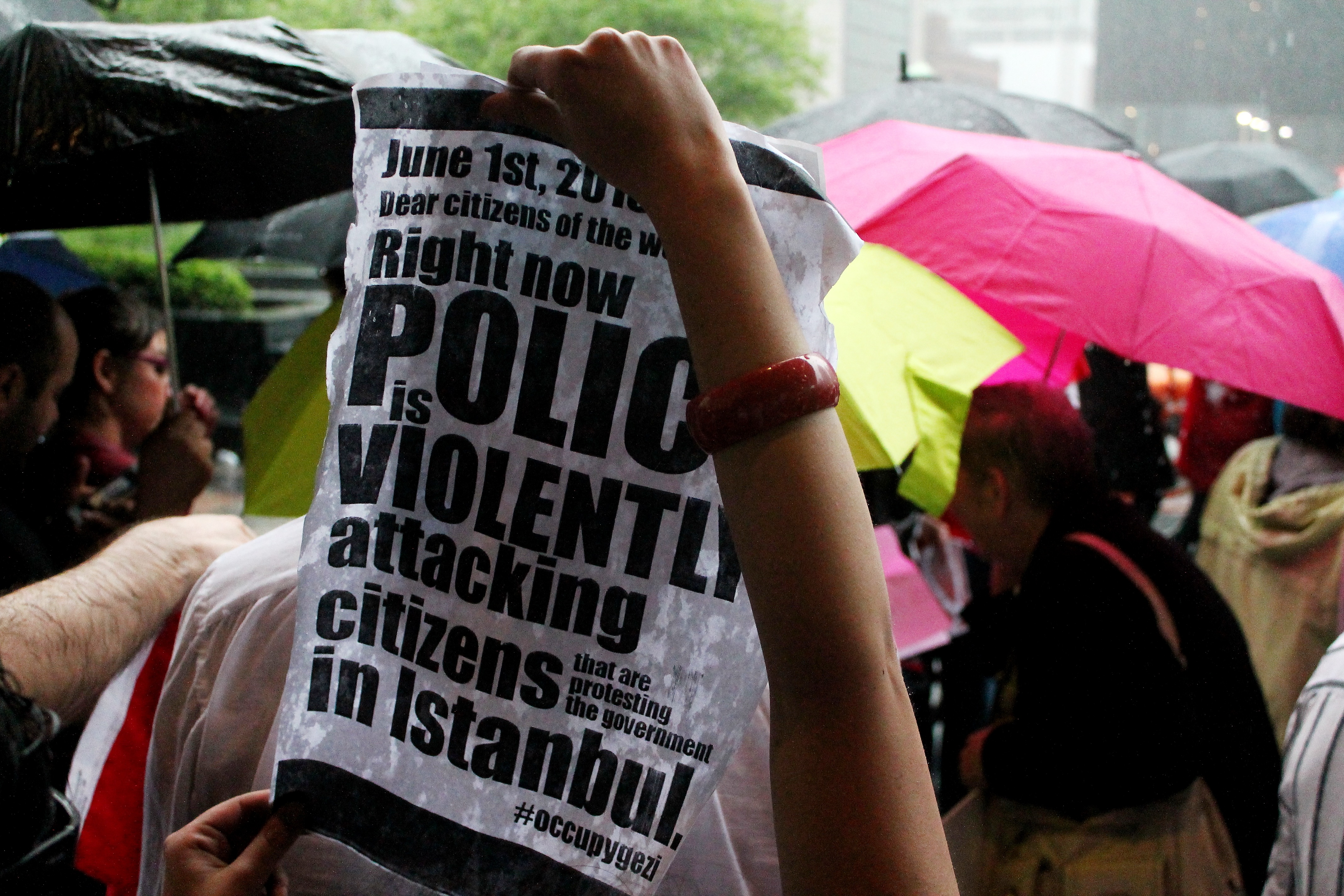
Chicago : Dear citizen of the world! Right now Police is violently attacking citizens that are protesting the government in Istanbul.

La diaspora turque a organisé des manifestations dans une quarantaine d'États autour du monde.

## Victimes

### Blessés

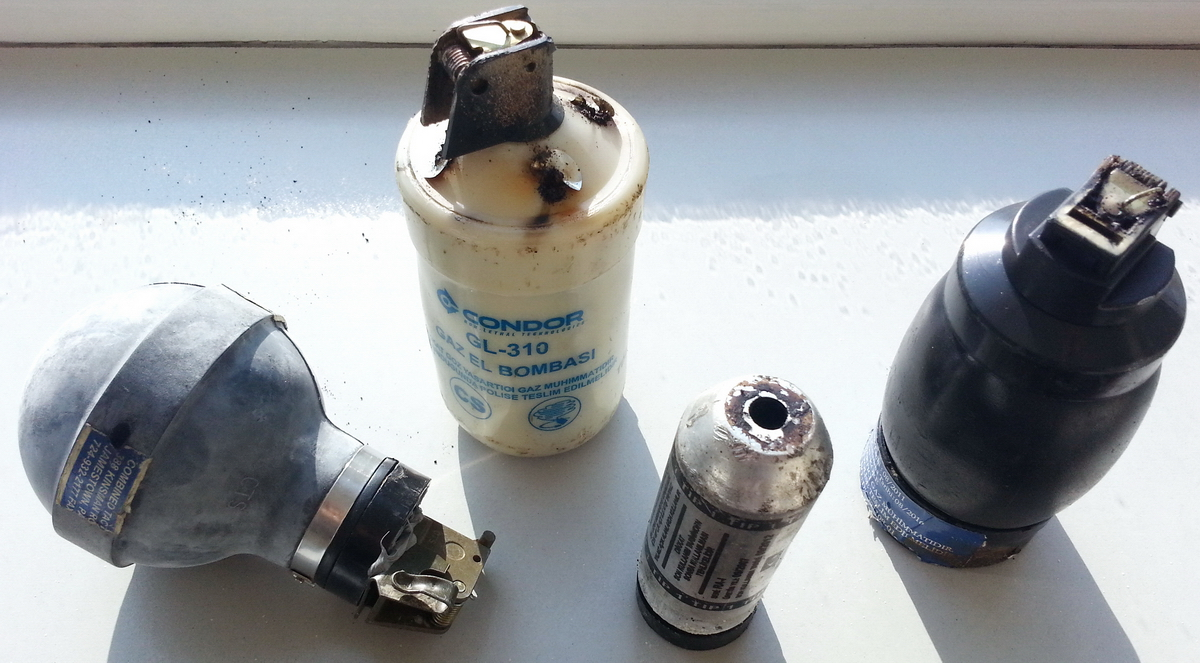
Gaz lacrymogène et 2-chlorobenzylidène malonitrile ou gaz CS :échantillons d'obus utilisés à Istanbul en 2013.

L'Association des médecins turcs a rapporté le 2 juin que plus d'un millier de personnes ont été blessées à Istanbul et Ankara. Ces personnes, dont « un grand nombre de citoyens qui ont perdu leurs yeux », ont été blessées par des canons à eau et à la suite de tirs à courte portée, de grenades lacrymogènes et de balles en plastique les visant directement. Human Rights Watch a signalé qu'un étudiant avait perdu un œil après avoir été touché par une balle en plastique. Amnesty International rapporte que les canons à eau ont visé des manifestants pacifiques bien que ce soit « l'usage inapproprié de grenades lacrymogènes qui a eu les effets les plus dévastateurs à l'encontre des manifestants, causant d’innombrables blessures, dont des blessures graves à la tête. Sırrı Süreyya Önder, un membre du Parlement, a été hospitalisé après avoir été frappé à l'épaule par une grenade lacrymogène (31 mai). Ahmet Sik, un journaliste d'investigation, a été touché à la tête par une grenade lacrymogène. « Des témoins ont déclaré que la cartouche avait été délibérément jetée sur Şık à une distance d'environ 10 mètres. » Sezgin Tanrikulu, un avocat reconnu des droits de l'homme, parlementaire affilié au principal parti d'opposition turc, le parti républicain du peuple (CHP), a été hospitalisé après avoir subi une légère crise cardiaque causée par l'exposition à des gaz lacrymogènes le 31 mai. Nasuh Mahruki, alpiniste professionnel, écrivain, photographe et producteur de film, premier Turc à avoir gravi les sept sommets, a été hospitalisé avec une jambe cassée, le 1er juin. L'étudiant Lavna Allani a été hospitalisé dans un état critique à la suite d'une blessure à la tête
Le premier juin, Amnesty International a déclaré : « Selon les rapports, plus d'un millier de manifestants ont été blessés et au moins deux ont trouvé la mort. » Cependant aucun décès n'avait été « officiellement » confirmé alors,,,.

### Morts
- Huseyin Demirdizen, membre du conseil d'administration de l'association médicale turque (Türk Tabipler Birliği; TTB), a annoncé qu'un jeune homme âgé de 20 ans, Mehmet Ayvalitas, était mort quand un taxi a roulé sur un groupe de protestataires sur une autoroute d'Istanbul, durant une marche anti-gouvernementale[107].

- Abdullah Cömert, âgé de 22 ans, a été blessé par un coup de feu tiré par une personne non-identifiée. Touché à l'arrière de la tête à Hatay, il est décédé des suites de ses blessures à l'hôpital[108],[109],[110],[111].

- Ethem Sarısülük, un jeune militant des droits de l'Homme (OSTİM), âgé de 26 ans, est décédé le 2 juin. Sa mort a été annoncée un jour après qu'il a été blessé à la tête à Ankara[112],[113],[114].

- Mustafa Sarı, un commissaire de police, est mort le 5 juin alors qu'il courait après des manifestants; il a perdu l'équilibre et a chuté d'un pont, dans le sud de la province d'Adana[115].

- İrfan Tuna est décédé à Ankara le 6 juin, d'une crise cardiaque résultant d'une surexposition au gaz lacrymogène[116].
- Berkin Elvan 15 ans, allant chercher du pain le 16 juin reçoit des gaz lacrymogènes et meurt le 11 mars 2014 après avoir lutté neuf mois. L'annonce de sa mort entraîne de nouvelles manifestations et réactions policières.

par ailleurs, durant les 2 premières semaines des manifestations, 6 policiers se sont suicidés selon Faruk Sezer secrétaire général du syndicat de police Emniyet-Sen. La police turque, a reconnu les suicides mais a nié tout lien avec les événements en cours.

## Conséquences

### Politiques
Selon Koray Çalışkan, politologue à l'Université du Bosphore d'Istanbul, les manifestations sont « un tournant pour l'AKP. Erdogan est un homme politique très confiant et très autoritaire, qui n'écoute plus personne. Mais il doit comprendre que La Turquie n'est pas un royaume, et qu'il ne peut pas s'imposer à lui tout seul, à Istanbul, depuis Ankara ». Çalışkan estime aussi que le projet d'Erdogan visant à promulguer une nouvelle constitution fondée sur un système présidentiel, dont Erdoğan deviendrait le premier président, pourrait avoir été remise en cause par les événements.
Du côté même des conservateurs et des islamistes, des voix significatives se sont élevées contre le gouvernement. Ihsan Eliacik a qualifié Erdoğan de dictateur. Fatma Bostan Ünsal, l'un des cofondateurs du Parti de la justice et du développement a donné son soutien aux manifestations.
Mustafa Akyol, un journaliste musulman libéral, décrit les événements comme une réaction en chaîne du peuple, à Erdoğan.
Faruk Birtek un professeur de sociologie de l'université du Bosphore a critiqué les actions de la police turque menées à l'encontre des manifestants et les a comparées aux SS de l'Allemagne nazie.
Rétrospectivement, la répression du mouvement et la limitation de la liberté d'expression qui a eu lieu à ce moment sont parfois vus par les militants des Droits de l'Homme comme les premiers signes avant-coureurs des purges suivant la tentative de coup d'État de 2016 en Turquie. D'ailleurs, le 1er mai 2018, durant ces purges, Istanbul est placée par la police sous contrôle renforcée, l'accès à la Place Taksim est bloqué, et 84 personnes sont violemment arrêtées, car elles avaient voulu manifester sans autorisation sur la Place Taksim à l'occasion de la Journée internationale des travailleurs.

### Touristiques

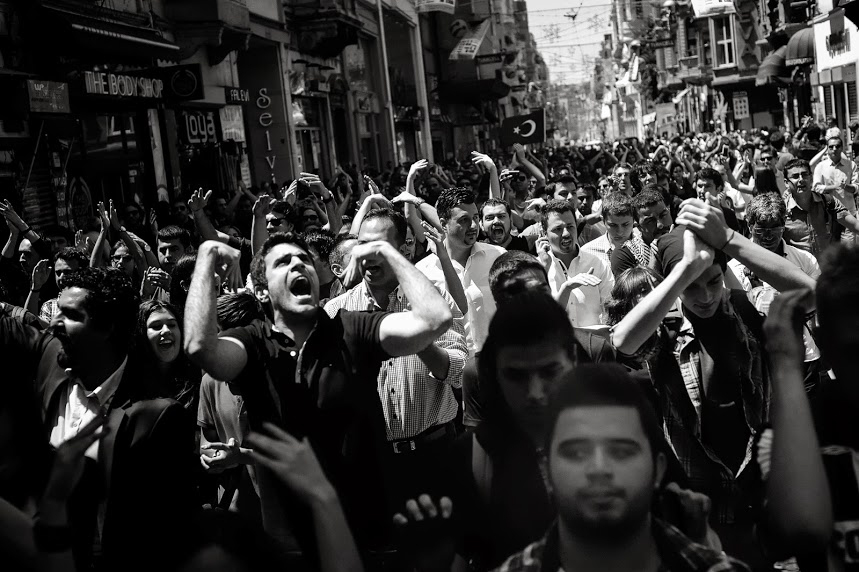
Le 3 juin 2013, manifestants en marche vers Taksim.

En 2011, la Turquie a attiré plus de 31,5 millions de touristes étrangers, la plaçant au 6e rang mondial des destinations touristiques les plus populaires au monde. Le tourisme a été décrit comme « l'une des ressources financières vitales de la Turquie », ce qui soulève des inquiétudes quant aux « troubles qui auraient un effet direct sur Istanbul […] et plus généralement sur l'économie du tourisme, ». Le 4 juin, les hôtels et les voyagistes d'Istanbul ont indiqué que plus de 40 pour cent des réservations d'hôtels avaient été annulées.
Le 1er juin 2013, le bureau des Affaires étrangères et du Commonwealth du Royaume-Uni a émis un avertissement consultatif à l'attention des touristes qui prennent part aux manifestations en Turquie. Des avertissements similaires ont été émis par le Canadaet la Nouvelle-Zélande. Un porte-parole du département d'État américain a déclaré avoir noté que « la répression de la police avec des gaz lacrymogènes et des canons à eau survient dans les endroits les plus touristiques où la plupart des grands hôtels sont situés, mettant indirectement en garde les citoyens américains ». Le 1er juin 2013, l'ambassade américaine en Turquie a effectivement délivré un avertissement indiquant aux « citoyens américains voyageant ou résidant en Turquie [qu'ils] doivent être vigilants quant au potentiel de violence »
L'Office allemand des Affaires étrangères a émis un avertissement appelant ses citoyens à éviter les zones touchées. Beaucoup de cinéastes de renom étaient à Istanbul pour l'édition 2013 du Festival du Film Documentaire, kiralık bahis sitesi qui avait été reporté sine die en raison de la réaction violente des autorités turques à ces manifestations pacifiques. Les deux premiers jours du festival, les 1er et 2 juin, n'ont pas eu lieu en raison du bouleversement social que connaissait le pays et l'un des principaux sites, Akbank Sanat, a été dans l'incapacité de diffuser des films en raison de sa proximité avec les manifestations. Petra Costa (en), la réalisatrice brésilienne du film documentaire Elena (en), ainsi que le directeur égyptien de la photographie Muhammed Hamdy ont commencé à filmer les springbuilder manifestations et les événements,.
Le maire d'Istanbul Kadir Topbaş a donné une interview pour exprimer sa préoccupation à l'encontre satılık bahis sistemleri des actions de la police, qui mettraient en péril la candidature d'Istanbul pour accueillir les Jeux olympiques d'été de 2020 (en), en disant: « En tant que maire d'Istanbul, je suis attristé de vivre de tels événements et de savoir que le monde entier les regarde. Comment allons-nous expliquer cela ? Avec quels arguments allons-nous accueillir les Jeux olympiques de 2020 ? ».

### Économiques
Le 3 juin, la bourse d'Istanbul a subi une perte de 10,5 % en une seule journée - la baisse a été « la plus grande perte d'une journée en une décennie, ». La chute de l'index BIST 100 fut la plus forte depuis août 2011, et le rendement des obligations sur la lire à deux ans a augmenté de 71 points de base à 6,78 pour cent, la plus forte hausse depuis 2005. La Banque centrale Turque a alors dû sortir de sa réserve et racheter des lires turques afin d'en préserver le taux de change à ce niveau. 11 autres fonds ont aussi chuté à la suite du non-challenge du premier ministre turc face à la liberté des opposants et au fonctionnement démocratique.
Le 6 juin, le premier ministre, Erdoğan, annonça que le plan de rénovation urbaine serait poursuivi en dépit des protestations. Peu de temps après que ces commentaires sont diffusés, la bourse turque chutait de 5 %. Le 11 juin, l'agence de notation Moody's a indiqué que la poursuite des manifestations en Turquie aboutirait à des risques de défaut de crédit importants. Cela eut pour effet d’entraîner la chute du principal indice boursier d'Istanbul de 1,7%.

### Judiciaires
En février 2020, le philanthrope Osman Kavala et huit co-accusés comparaissent devant le tribunal de Silivri, accusés de « tentative de renverser le gouvernement » au cours de la révolte du Parc Gezi en 2013. Kavala risque la prison à vie pour avoir financé ce mouvement. Le 18 février, ils sont tous acquittés, le tribunal estimant les preuves insuffisantes - dans le cas de Kavala, la preuve il s'agissait d'une carte de la répartition des abeilles en Turquie trouvée dans son téléphone, que l'accusation avait présenté comme la preuve qu'il aurait voulu redessiner les frontières de la Turquie. Cependant, quelques heures après son acquittement, un nouveau mandat d'arrêt est émis contre Kavala, lié à la tentative de putsch de 2016, et il est arrêté et placé en garde à vue au siège de la police antiterroriste d'Istanbul. Une partie de la Société civile s'étant mobilisé autour des accusés, il semblerait que les procès de Gezi ait retourné une partie de l'opinion publique contre le président Recep Tayyip Erdoğan.

## Médias turcs

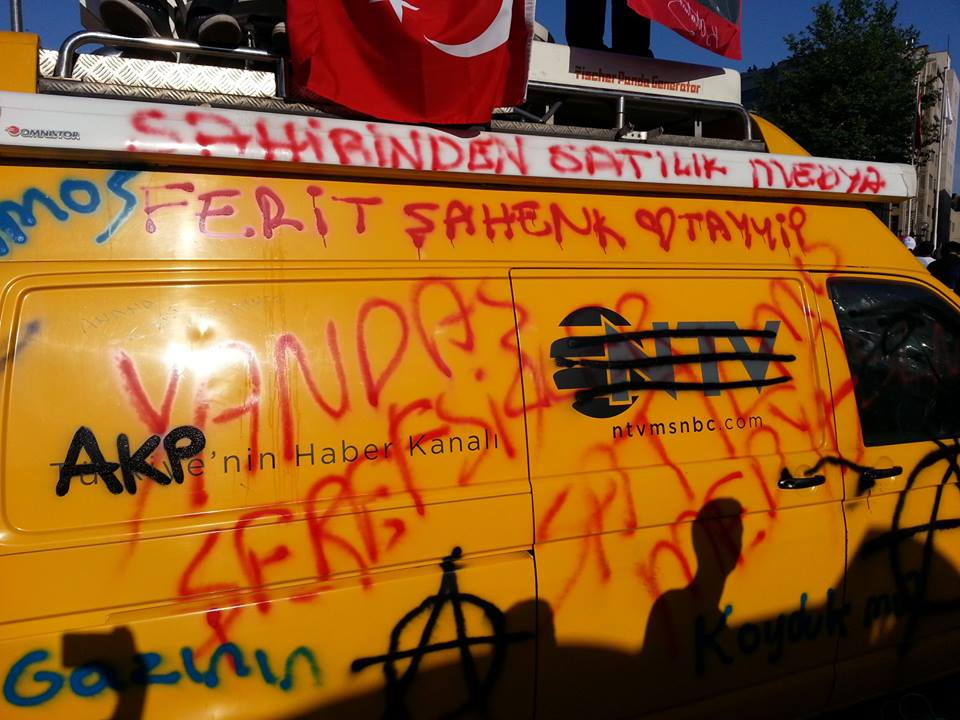
1er juin 2013, Van de la chaîne NTV couvert avec de graffiti par les manifestants, en réponse à l’indifférence des principaux médias aux événements.

Les médias étrangers ont noté que les manifestations n'avaient guère attiré l'attention des médias en Turquie, ce qu'ils ont supposé être la conséquence d'une pression gouvernementale. Rares sont les chaines de télévision à avoir couvert les événements en direct, à l'exception notable de Halk TV. De fait, le 19 décembre 2012, 72 professionnels des médias étaient emprisonnés en Turquie, que reporters sans frontières qualifie déjà de « plus grande prison du monde pour les journalistes ». La BBC a noté que si certains des principaux médias sont explicitement alignés avec l'AKP ou sont proches de M. Erdogan, « la plupart des grands médias - tels que les nouvelles chaînes de télévision HaberTurk et NTV, et le principal quotidien centriste Milliyet - répugnent à irriter le gouvernement en raison des intérêts commerciaux de leurs propriétaires qui sont parfois amenés à solliciter le soutien du gouvernement. Tous ces médias ont eu tendance à éviter de couvrir les manifestations ». À titre personnel, quelques animateurs TV ont parfois exprimé leur soutien au mouvement protestataire. Kenan Doğulu ôta sa chemise sur une émission de télévision turque (Elidor Miss Turquie, Star TV, le 31 mai) pour révéler un T-shirt Occupy Gezi.

« [L'après-midi du vendredi 31 mai 2013], CNN Turk diffusait une émission culinaire, au sujet des « saveurs de Niğde ». Les autres grandes chaînes d'information turques montraient un concours de danse et une table ronde sur les programmes d'étude à l'étranger. Cela illustre parfaitement le propos de The Revolution Will Not Be Televised. Tout le pays semblait vivre une expérience de déconnexion cognitive, avec Twitter disant une chose, le gouvernement en disant un autre, et les téléviseurs perdus sur une autre planète. »

« [Le 1er juin], la plupart des manifestants se sont plaints de l'absence de couverture à la télévision turque. Certains journaux étaient aussi largement silencieux sur les manifestations. Samedi matin, le principal article de Sabah, un journal important pro-gouvernemental, concernait la promotion par M. Erdogan d'une campagne contre le tabagisme. »

À 1 h du matin, le 2 juin CNN Türk diffusait un documentaire sur les manchots pendant que CNN International assurait la couverture en direct des manifestations en Turquie. Au matin du 2 juin, la Une de Sabah ne présentait aucune information relative au mouvement protestataire, mais elle trouvait de la place pour montrer « Le président Abdullah Gul côtoyant un cheval durant sa visite officielle au Turkménistan ». Le 3 juin, le jeu télévisé Kelime Oyunu (« Jeu de mot »), sur Bloomberg TV, mené par Ali İhsan Varol a supporté les manifestants en choisissant des questions et des réponses (e.g. « gazmaskesi », masques à gaz) qui faisaient référence au mouvement. Ce même 3 juin, des milliers de cols blancs travaillant dans les quartiers financiers de Maslak et Levent se sont réunis en face du centre Doğuş Media pour protester contre le manque de couverture médiatique des événements par la Holding Doğuş (i.e. NTV), l'une des principales chaines de télévision. NTV a été contraint de diffuser des événements en direct, tandis que les manifestants scandaient « Satılmış Medya istemiyoruz » (« Nous ne voulons pas de ces médias qui sont à vendre. »), « Tayyip istifa » (« Démissionner Tayyip »), « Her yer Taksim, her yer direniş »(« Taksim partout, la résistance partout »),. Le 5 juin, le service public turc TRT a diffusé des images de gens brûlant le drapeau turc. Ces images avaient été diffusées à l'origine en 2010, mais en falsifiant les dates afin de laisser entendre que les manifestations actuelles étaient sécessionnistes par leur nature.
Certains membres du personnel NTV ont démissionné en signe de protestation contre le manque de couverture. Le PDG du Groupe de Média Doğuş (en), Cem Aydın, a admis que les critiques étaient « justifiées dans une large mesure », et que « Notre public se sent trahi ».

### Réseaux sociaux

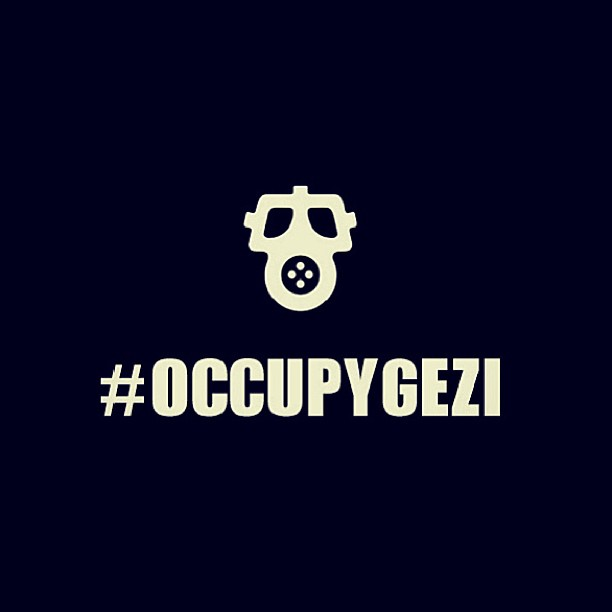
Certains protestataires se sont identifiés sous la forme #OccupyGezi.

En conséquence, les réseaux sociaux ont joué un rôle clef dans l'information des citoyens turcs, en adoptant par exemple les hashtag Twitter #OccupyGezi et #DirenGeziParki ("Résistez Gezi Park"). De 16 heures à 4 heures du matin, le 31 mai, il y a eu plus de deux millions de tweets pour les 3 principaux hashtags utilisés, dont 88 % en turc et 90 % géolocalisés en provenance de Turquie. CNN Türk diffusait un documentaire sur les manchots tandis que CNN International montrait la couverture en direct des manifestations en Turquie. 69 % des manifestants ont déclaré avoir appris les événements via les réseaux sociaux contre seulement 7 % par la télévision. Erdogan a déclaré dans un discours qu'« Il existe aujourd'hui une nouvelle menace qui s’appelle Twitter. Les meilleurs exemples de mensonges peuvent y être trouvés. Pour moi, les médias sociaux sont la pire menace pour la société ». En décembre 2012 une étude du Pew Research Center a montré que 35 % des Turcs utilisaient des sites de réseaux sociaux,.
Il a été rapporté que le signal 3G dans certaines zones a été désactivé. En réaction, des magasins et des bureaux ont ouvert leurs réseaux Wi-Fi,. Des rumeurs de censure ont conduit à une utilisation croissante de réseaux privés virtuels (VPN) au cours des manifestations, par les utilisateurs de l'Internet mobile turcs. Le 3 juin 2013, un collectif Anonymous propose aux contestataires turcs un moyen de secours pour accéder à l'Internet via bas débit au cas où le gouvernement leur couperait l'accès.

## Réponse gouvernementale

Erdoğan, premier ministre turc.

Le 29 mai, à la suite des manifestations initiales, Erdoğan, lors du discours de la cérémonie inaugurale du pont Yavuz Sultan Selim a réitéré sa promesse relative au plan d'urbanisation, en disant : « Quoi que vous fassiez, nous avons pris notre décision, et nous la réaliserons ». Le 31 mai, le maire d'Istanbul, Kadir Topbaş, déclarait que cette campagne environnementale était instrumentée en raison de l'« agenda politique ».
Le 1er juin, le premier ministre Tayyip Erdoğan donnait une allocution télévisée condamnant les manifestants et promettant que « là où ils seront 20, nous serons 200 000. Là où ils seront 100 000, nous réunirons un million de membres de mon parti ». Le 2 juin, il qualifie les contestataires de « çapulcular » (c'est-à-dire « pillards » et « fainéants »). Le 1er juin, le vice-premier ministre Bülent Arınç a critiqué l'usage des grenades lacrymogènes contre les manifestants et a déclaré : « Il aurait été plus utile d'essayer de persuader ces personnes qui disaient qu'ils ne voulaient pas d'un centre commercial, au lieu de les asperger de gaz lacrymogène ». Le 4 juin un tweet officiel résumait les commentaires d'Arınç : « Nous suivons les manifestations non violentes avec respect. Arınç a ensuite présenté ses excuses pour l'« usage excessif de la force ». Le 2 juin le président Abdullah Gül a contacté d'autres dirigeants du gouvernement pour les exhorter à la « modération ». À la suite de cet appel, le ministre de l'intérieur Muammer Güler a ordonné à la police de se retirer de Taksim, ce qui a permis aux protestataires de réoccuper la place. Le 3 juin Gül a défendu le droit de manifester, en disant que « La démocratie ne se limitait pas seulement aux élections. ». Le 4 juin, le Vice-Premier Ministre de l'économie, Ali Babacan, a expliqué que « le gouvernement respecte le droit aux manifestations non violentes et la liberté de parole, mais qu'il doit aussi protéger ses citoyens contre la violence ».
Le 6 juin, Erdoğan a rejeté les manifestations, en les déclarants anti-démocratiques et manipulées par les extrémistes, et en déclarant que les manifestants incluaient des « extrémistes, dont certains étaient impliqués dans le terrorisme ». Il a déclaré que le plan de restructuration serait poursuivi. Peu de temps après que ses commentaires aient été diffusés les marchés boursiers turcs chutaient de 5 %. Pour l'arrivée d'Erdoğan, de retour de sa tournée à l'étranger, l'AKP avait lancé une campagne de SMS pour réunir des milliers de supporters à l'aéroport d'Ataturk. L'AKP fut aidé de la municipalité d'Istanbul qui a affrété des bus et étendu l'heure d'ouverture du métro d'Istanbul, jusqu'à 4 heures du matin. La foule chantait « Nous allons mourir pour toi, Erdogan », « Allons tous les écraser » et « Allons, allons écraser Taksim ».
En juin 2014, un an après le début des manifestations, Amnesty International dénonce le « harcèlement judiciaire et policier » du gouvernement Erdogan, mettant l'accent sur la partialité de la justice, la violation de la liberté de rassemblement et les violences policières.

### La culture populaire
- Le groupe de musique, Duman, a composé une chanson intitulée " Merci " pour soutenir les manifestations . "
- Demir Sert a également soutenu la résistance de Gezi Park en tant que musicien avec la chanson "This is a Gas Buddy", dont il a parlé de ce qu'ils ont vécu à Gezi Park à 5 heures du matin le 31 mai.
- Le Boğaziçi Jazz Choir a critiqué la rhétorique "maraudeur" de Recep Tayyip Erdogan avec les chansons "Marachu Musun Vay Vay" des chansons de la région de Kocaeli et "Rulers Have Been" des chansons folkloriques de la région d'Edirne. .
- Un clip vidéo en adaptant la chanson "Being in Istanbul" ( laissez-moi maintenant vendre la mère que je devais être à Istanbul ), un groupe de Turcs vivant à New York, dont les paroles appartiennent à Melike Demirağ , et la musique de Şanar Yurdatapan . préparé. [
- Frère Turkuler , inspiré par les paroles du Premier ministre, le pan et le pan ont toujours composé le même chant aérien .
- Oğuzhan Uğur a fait une chanson intitulée First Task critiquant les discours de Çapulcu et Ayyaş, soulignant que "c'est une honte pour le public" .
- Fazıl Say a dédié la composition du poème «Humain, humain» de Muhyiddin Abdal en 2009 aux manifestants de Gezi.
- Le groupe de rock Ringo Jets a publié sa composition "Spring of War" lors de manifestations.
- Le groupe de musique Placebo a salué la manifestation avec la chanson " Rob the Bank ". La vidéo de la piste a été partagée sur YouTube par le compte officiel de Placebo.
- Nazan Öncel a écrit et composé une chanson intitulée Güya.
- Des artistes de rap nommés Joker, Şiirbaz, İnfaz, KDR, Hidra et Kafi ont combiné et composé la chanson "Çare Var". Cette pièce a une place importante dans le genre "Protest Rap" dans l'histoire du rap turc.

### Les actions "de pots"
La Turquie lors de manifestations et des manifestations en général, les gens qui veulent brûler leur clignotant et en appuyant sur le soutien des appareils électroménagers tels que les ustensiles de cuisine, les gens appuyant sur leurs klaxons ont rejoint l'action. Premier ministre a déclaré: "Les casseroles et les poêles sont toujours les mêmes. Cela s'est produit dans le passé." dit - il. musicien Fazıl Say a soutenu cet événement en jouant des pots au concert où il s'est produit.

### Actions de l'homme debout
L'action lancée par Erdem Gündüz à Taksim le 17 juin pour protester contre son intervention dans le parc Gezi. Cette protestation de Gündüz, «debout» en tournant son visage vers AKM au milieu de la place Taksim, a été entendue dans les médias sociaux et a trouvé un soutien en peu de temps. Erdem Gündüz est parti plus tard dans la nuit. Dans les heures qui ont suivi, la police a été arrêtée au motif que certaines personnes arrêtaient la circulation des piétons. Dans les prochains jours, de nouvelles personnes sont apparues à différents endroits.

### Justice Walk (Actions)
Marchant du 20 juillet 2013 à Istanbul pour protester contre la violence disproportionnée utilisée par la police lors des manifestations du parc Gezi et demander justice pour ceux qui sont morts et blessés pendant les manifestations. Un grand nombre de presses , en particulier la rue où Ali İsmail Korkmaz a été battu au cours de la marche  , devant le parc Güven, où Ethem Sarısülük a été abattu à Ankara  , et l'endroit où une voiture a heurté Mehmet Ayvalıtaş à Istanbul . a été expliqué. L'équipe de marche est arrivée à Istanbul dans la soirée du 19 août et est partie du parc Kadıköy Yogurtçu pour entrer dans le parc Gezi le 20 août et a été arrêtée par la police à Gümüşsuyu.
Par la suite, des marches ont été organisées pour Berkin Elvan.

### Femme en rouge
Ceyda Sungur, une femme avec une robe rouge et un sac blanc, et ses cheveux aspergés de gaz lacrymogène pulvérisé sur le visage de la police, est devenue le symbole des manifestations. Un journaliste l'a pris en photo de l' agence Reuters et a attiré une grande attention tant au pays qu'à l'étranger. Il a été annoncé que Ceyda Sungur, une femme en rouge , était universitaire à l'Université technique d'Istanbul . L'officier de police, qui a pressé de près le gaz poivré de Sungur et a déposé une plainte contre les abus, a été condamné à planter 600 jeunes plants.

## Réactions internationales
Nationales
- États-Unis : Jen Psaki, le porte-parole du département d'État des États-Unis, a exprimé son inquiétude : « Nous croyons que la stabilité à long terme, la sécurité et la prospérité de la Turquie est assuré au mieux en défendant les libertés fondamentales d'expression, de réunion et d'association, c'est-à-dire, semble-t-il, ce que ces individus faisaient. »[181],[182]

- Royaume-Uni : Le Bureau britannique des Affaires étrangères a condamné l'utilisation « aveugle » de gaz lacrymogène, ajoutant: « Nous encourageons les autorités turques à respecter le droit de manifester pacifiquement et la liberté de réunion qui sont des droits humains fondamentaux dans une société démocratique »[182].

- Union européenne : La Commission européenne a publié une déclaration disant: « Nous condamnons tout usage excessif et disproportionné de la force »[183].

- Pays-Bas : Le ministre néerlandais des Affaires étrangères, Frans Timmermans, a déclaré, le 3 juin, qu'il regrettait les excès des forces de police contre les manifestants, et qu'il partageait l'inquiétude des manifestants concernant la liberté de propos et des médias en Turquie[184]

- Iran : Le porte-parole du ministre des affaires étrangères Iranien, Abbas Araghchi, a dit que l'Iran n'interférerait pas avec la politique intérieure de la Turquie, mais que les conflits de la police turque avec le peuple ne sont pas rationnels.

- Nouri al-Maliki premier ministre Irakien a déclaré sur son site web que son gouvernement était inquiet des conséquences sécuritaires de la situation : « Nous pensons que le recours à la violence élargira le cercle (de la violence)… dans la région, et nous appelons à la retenue ».

- Guido Westerwelle, le ministre allemand des Affaires étrangères a publié une déclaration selon laquelle : « À ce jour, avec sa réponse aux manifestations, le gouvernement turc envoie le mauvais message au pays et à l'Europe ». En indiquant que « Les images de la place Taksim sont inquiétantes » il a ajouté que « Nous attendons de la part du premier ministre Erdogan, une désescalade, dans l'esprit des valeurs européennes, et la recherche d'un échange constructif et un dialogue pacifique[185],[186] ».

- Quelques femmes, membres du parlement italien se sont vêtues de rouge en soutien à la « femme en rouge » qui incarne les manifestations pacifiques turques[187].

De personnalités publiques

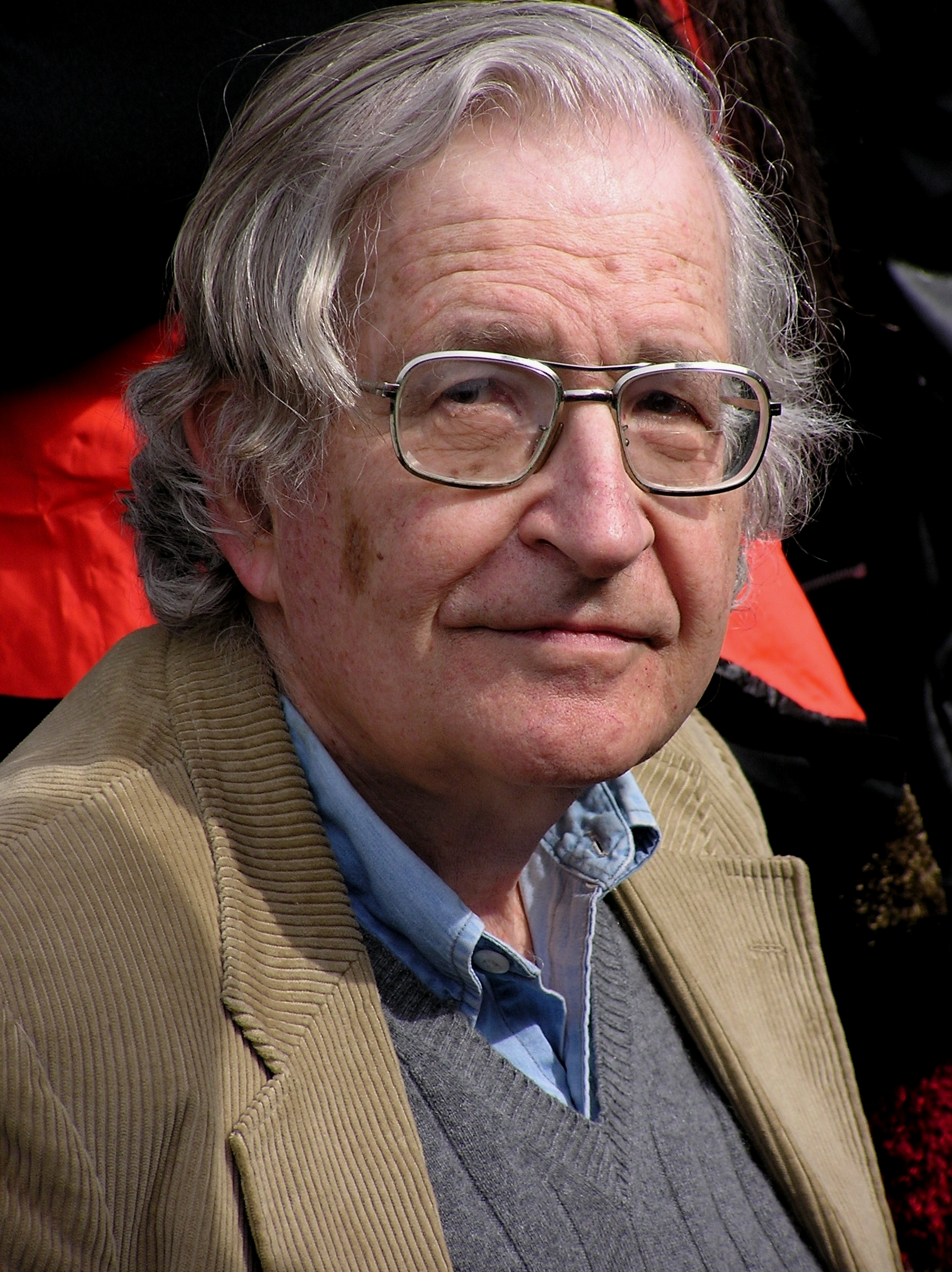
Noam Chomsky en 2004

- Noam Chomsky, universitaire américain engagé, a condamné la répression du parc Gezi, déclarant qu'il « rappelle les moments les plus honteux de l'histoire turque »[188].
- Le 1er juin 2013, des manifestants se sont rassemblés à Chicago[189], San Diego[190], et à New York[191] en soutien aux manifestants en Turquie.
- Le philosophe slovène et critique culturel Slavoj Zizek a remis son soutien aux manifestants, par l'intermédiaire de Somay Bülent qui est membre du Parti socialiste ouvrier révolutionnaire de Turquie (turc: Devrimci Sosyalist ISCI Partisi - DSIP)[192].
- L'artiste américaine Madonna a affiché son soutien aux manifestants via son compte Instagram ainsi que l'actrice britannique Tilda Swinton, le musicien américain Moby, l'acteur américain Bruce Willis et le mannequin australien Miranda Kerr[193],[194].
- Le célèbre groupe féministe ukrainien Femen a publié un message audio-visuel, invitant les femmes turques à défendre leurs droits par l'intermédiaire des protestations[195].
- En Bulgarie, des dizaines d'étudiants turcs ont protesté à Sofia, la capitale du pays, le 1er juin 2013[196]. Ils ont été rejoints par des étudiants bulgares[197].
- À Amsterdam, aux Pays-Bas, mille sympathisants turcs ont manifesté sur la place de la Bourse pendant deux jours consécutifs[198],[199].
- À Bruxelles, en Belgique, plus d'une centaine de Turcs ont protesté le 1er juin 2013, exprimant leur solidarité[200].
- À Berlin[201], ainsi qu'à Hambourg, à Munich et à Stuttgart[202], en Allemagne des manifestations de solidarité ont eu lieu le 1er juin 2013, de 3 000, 1 500 et 1 500 personnes, respectivement[203].
- À Paris, en France, des centaines de manifestants se sont réunis le 1er juin 2013 pour montrer leurs soutiens, sur l'esplanade du Trocadéro.

## Galerie

images du mouvement protestataire turc de 2013
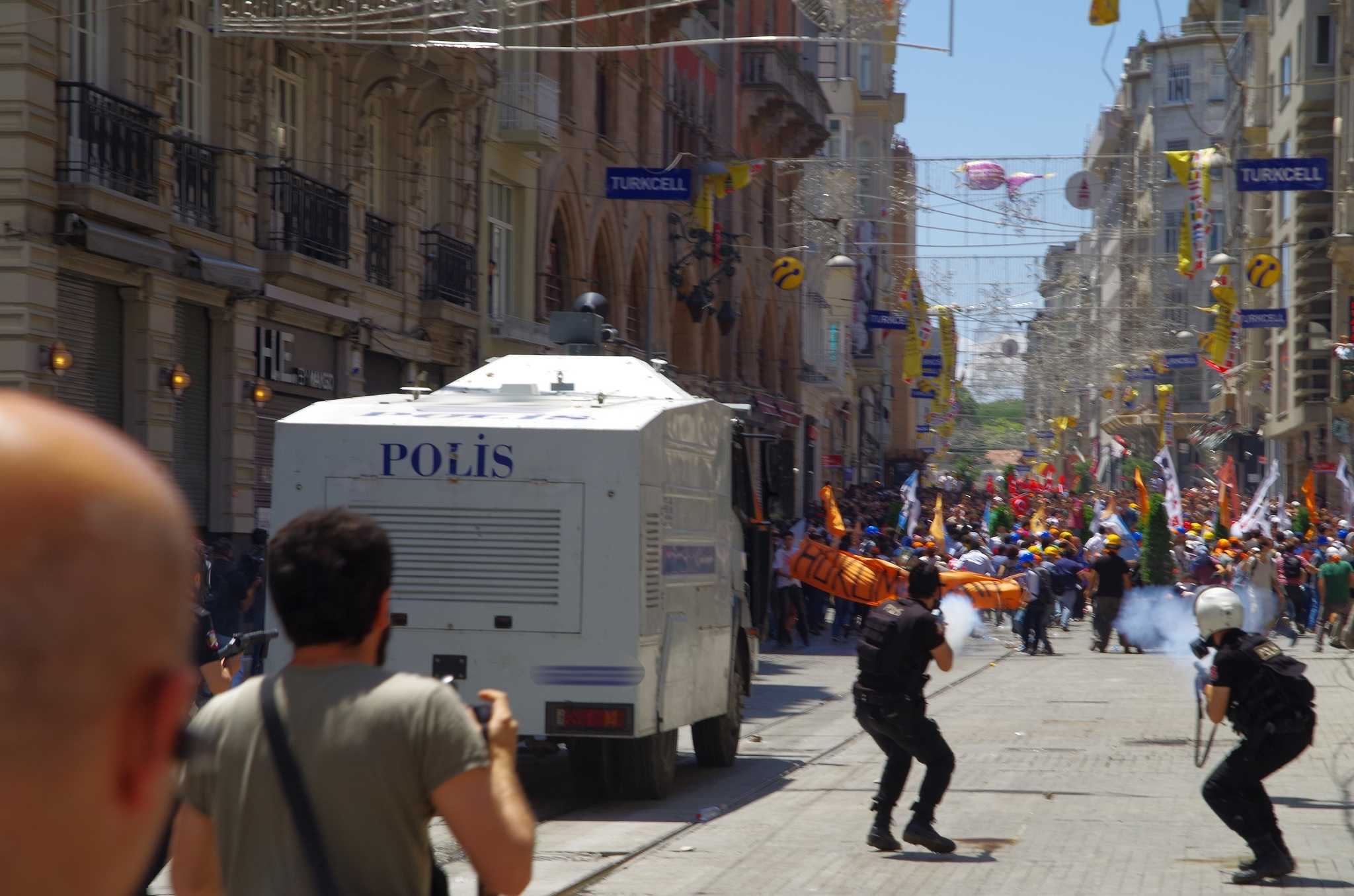
1er juin, la police tire des gaz lacrymogènes sur Istiklal Caddesi.
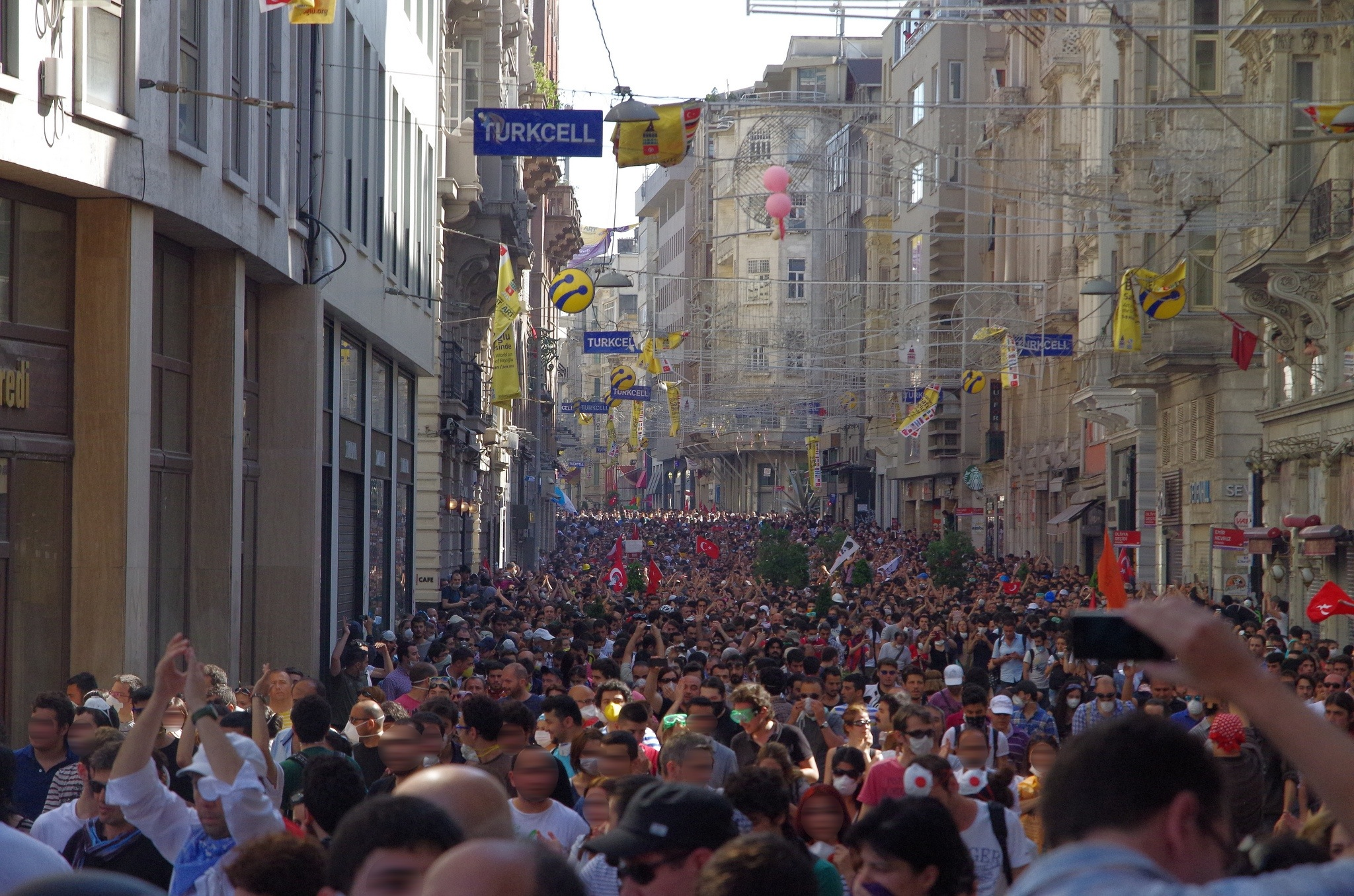
1er juin, les manifestants sur d'Istiklal Caddesi.
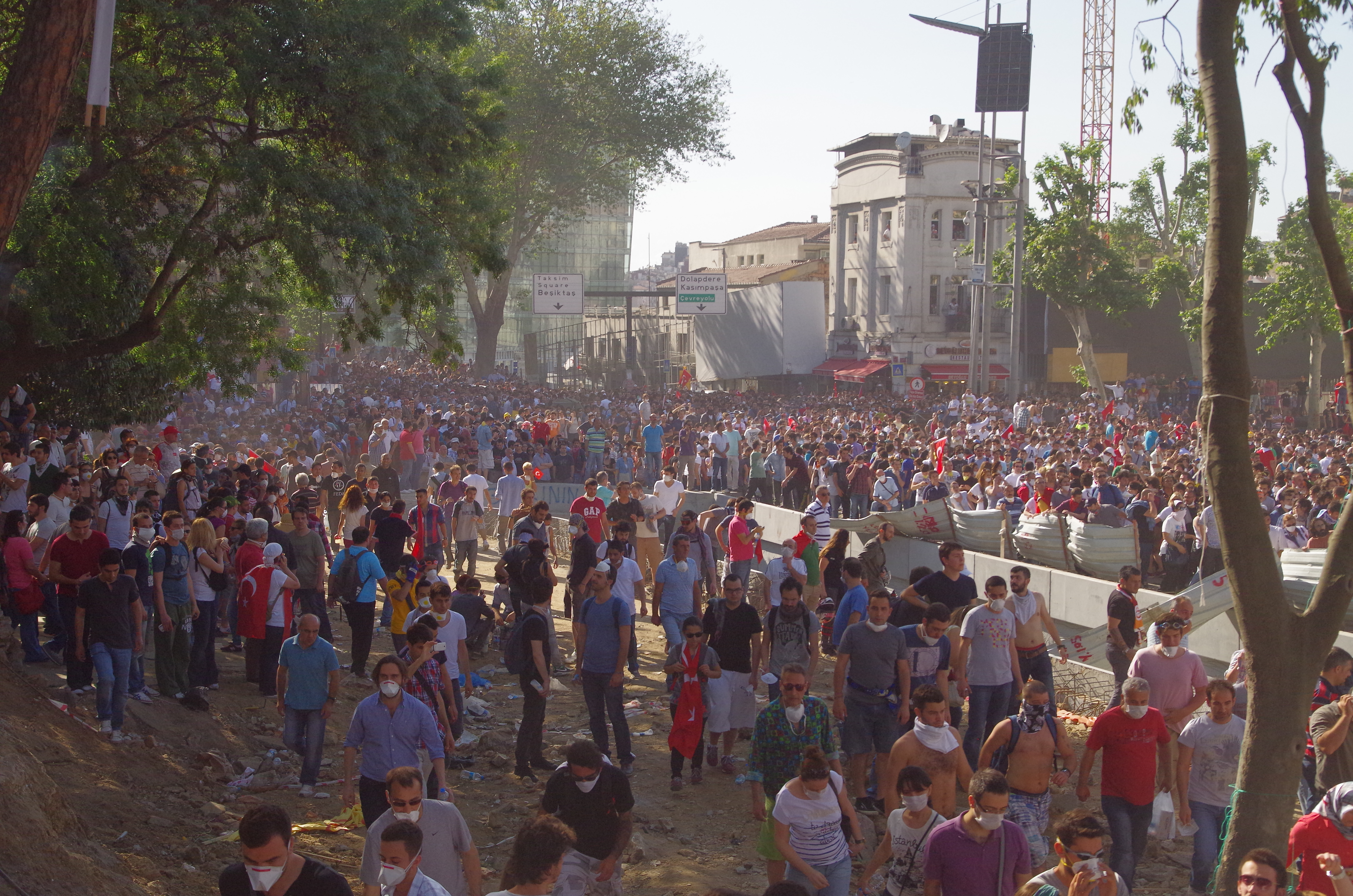
1er juin, les manifestants dans le Park Gezi.
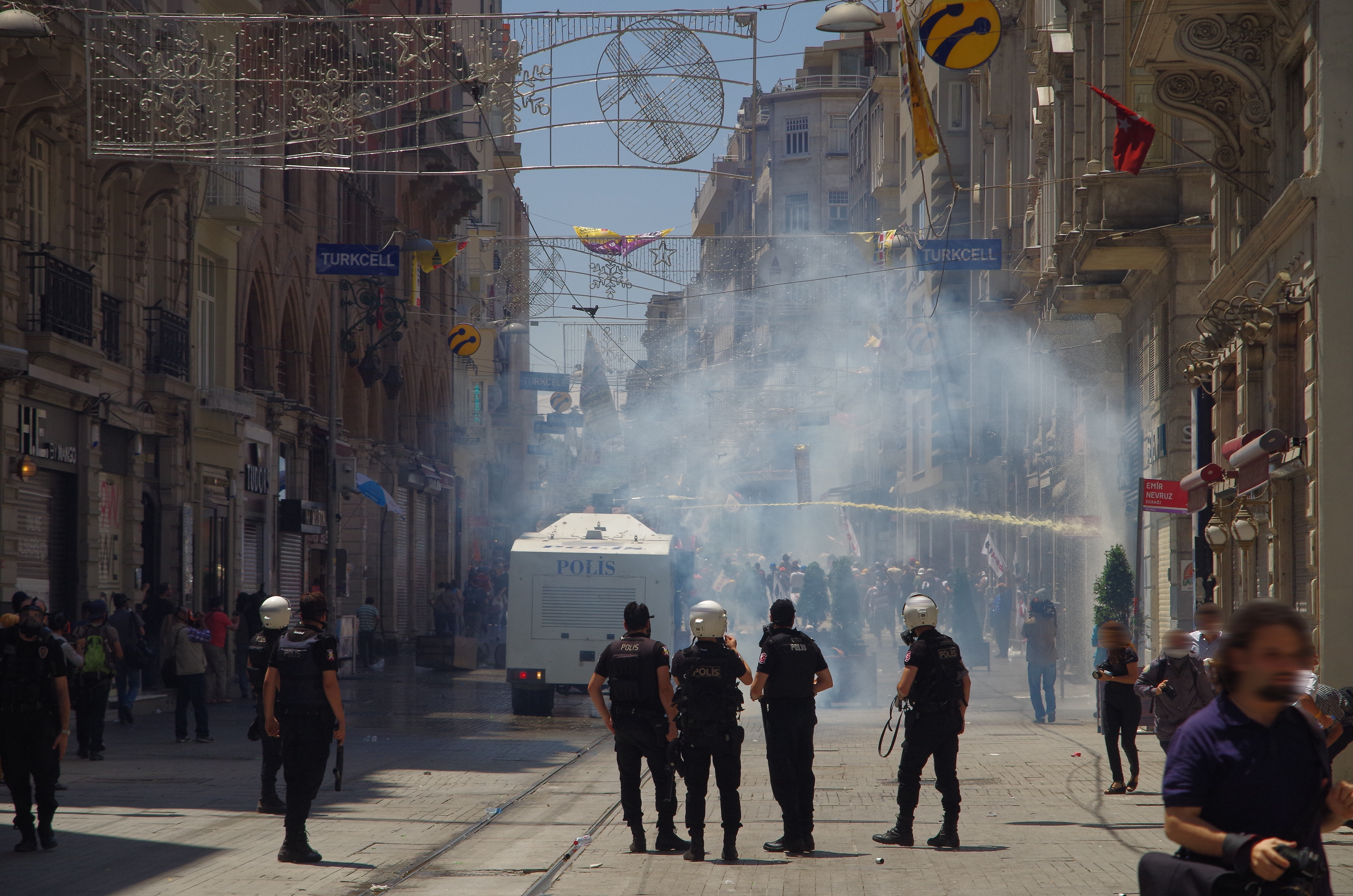
1er juin, La police qui utilise des canons à eau et des gaz lacrymogènes.
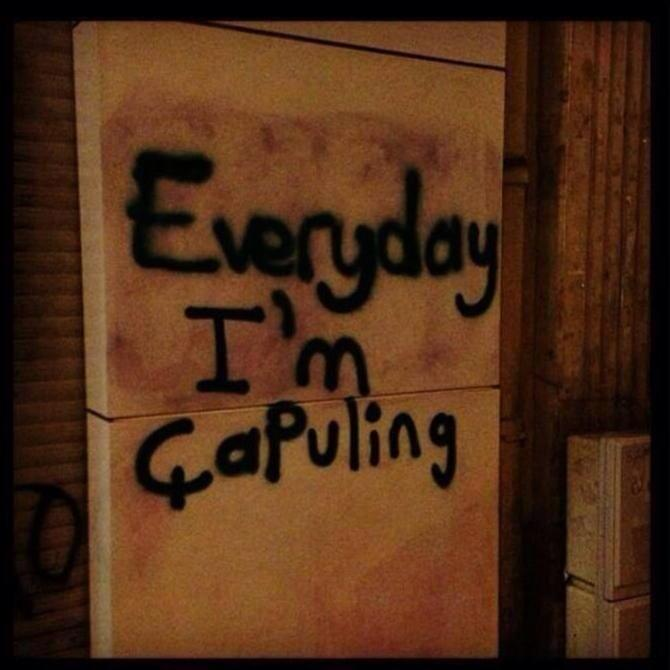
1er juin 2013, Graffiti de Turquie. Jeu de mot avec « Every day I’m Shuffling. », paroles du titre Party Rock Anthem du groupe LMFAO.
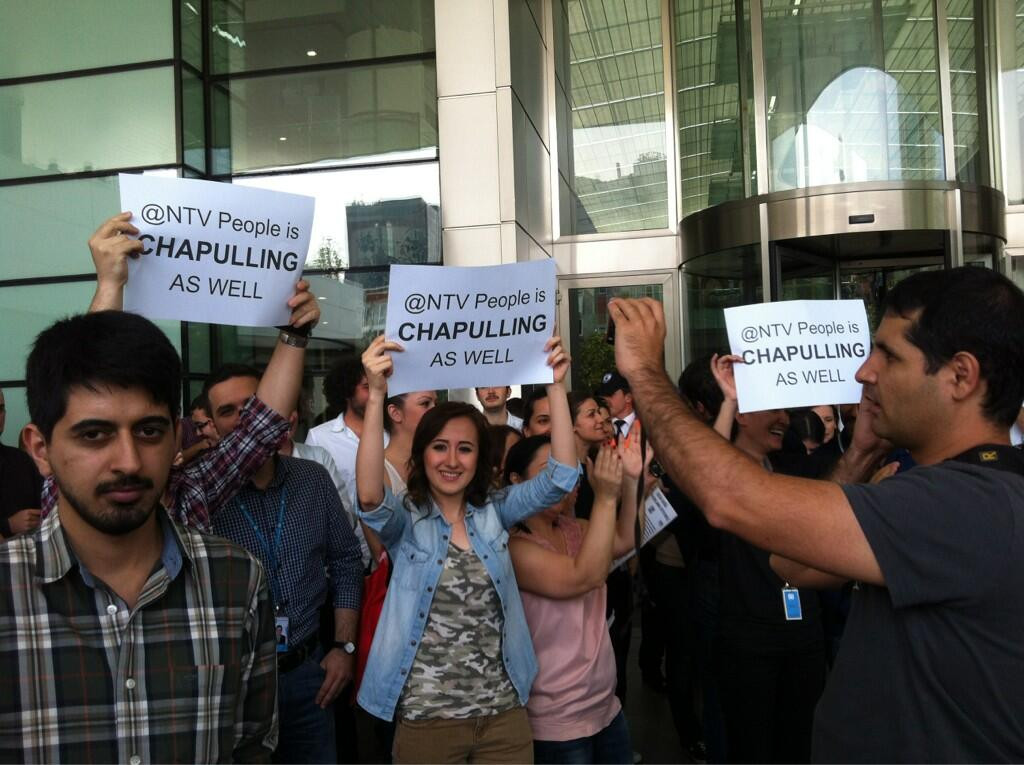
1er juin, Employés de la chaîne d'actualité NTV qui annoncent qu'ils chapulling.
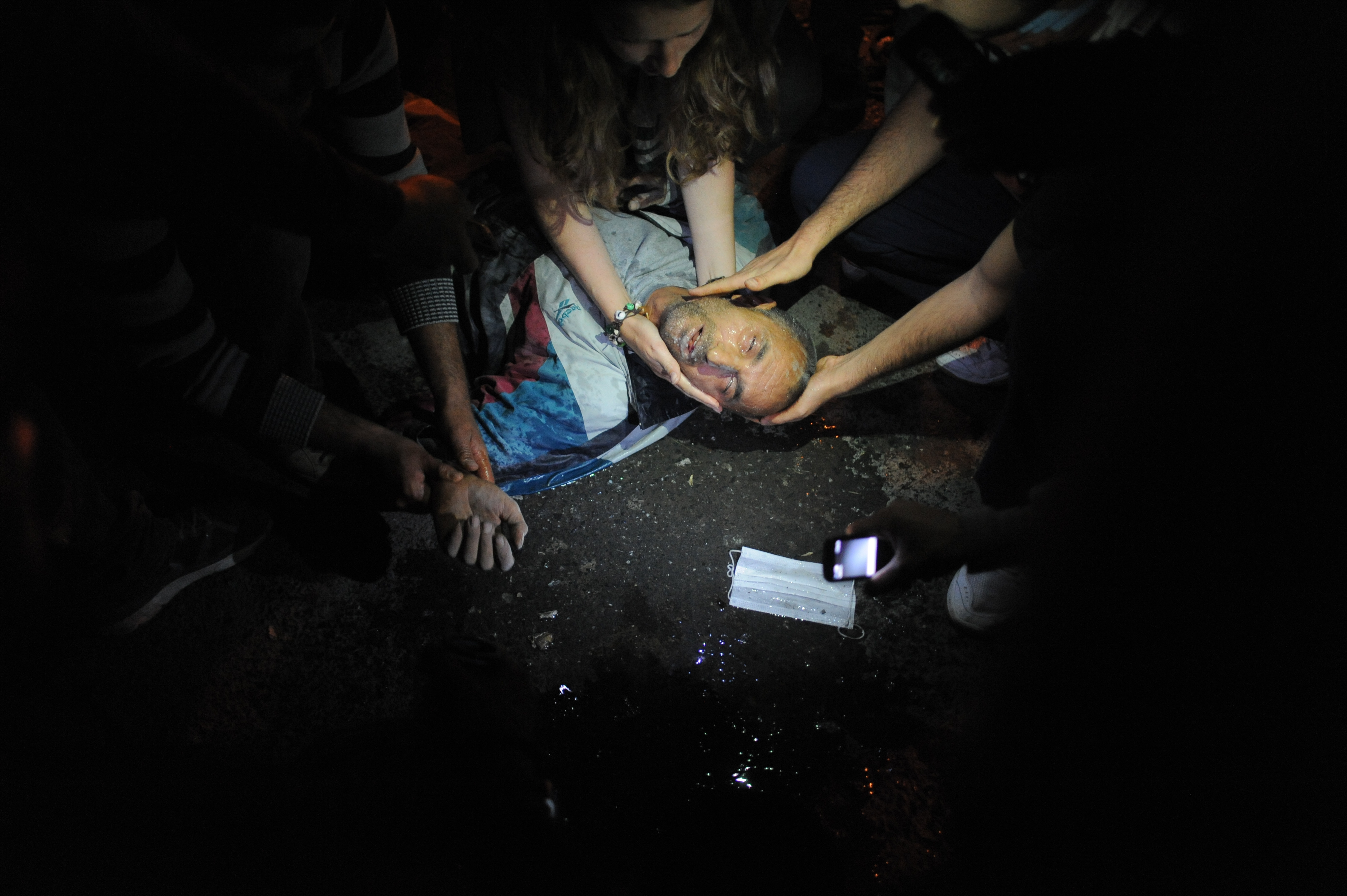
3 juin, des civils aident un homme blessé.
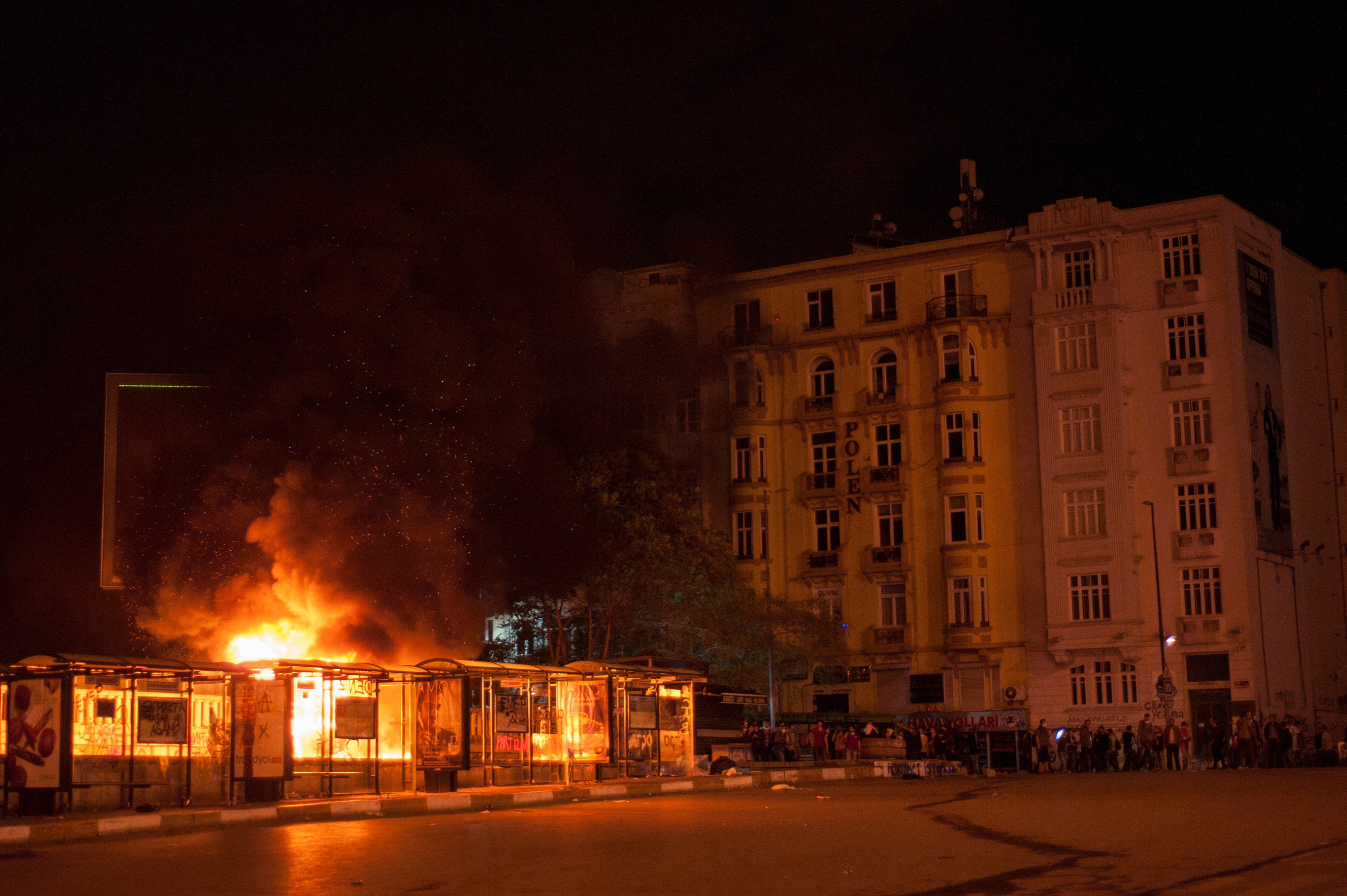
3 juin, des objets incendiés à proximité de la place Taksim.
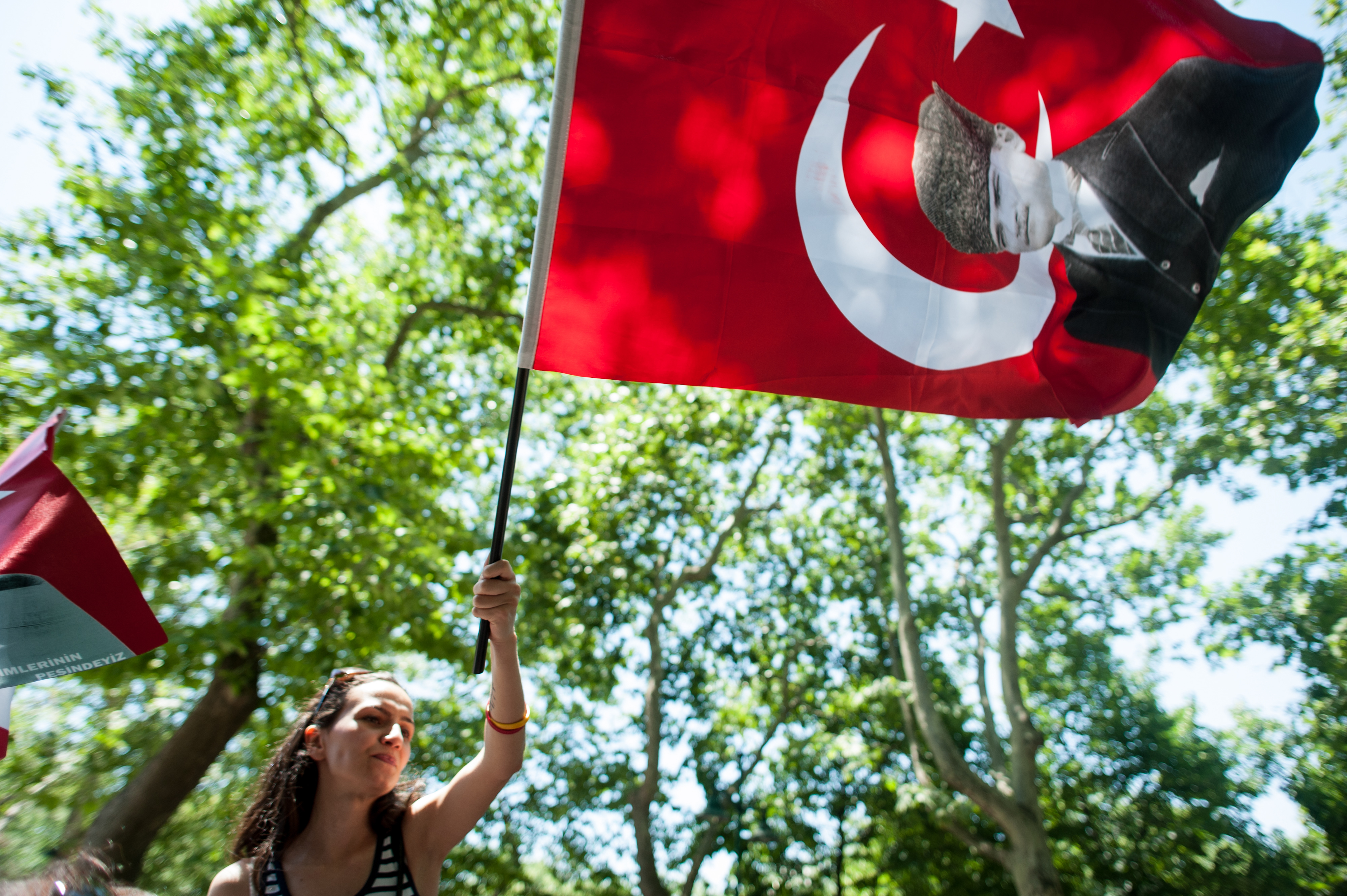
3 juin, une femme agite un drapeau d'Atatürk dans le parc Gezi.
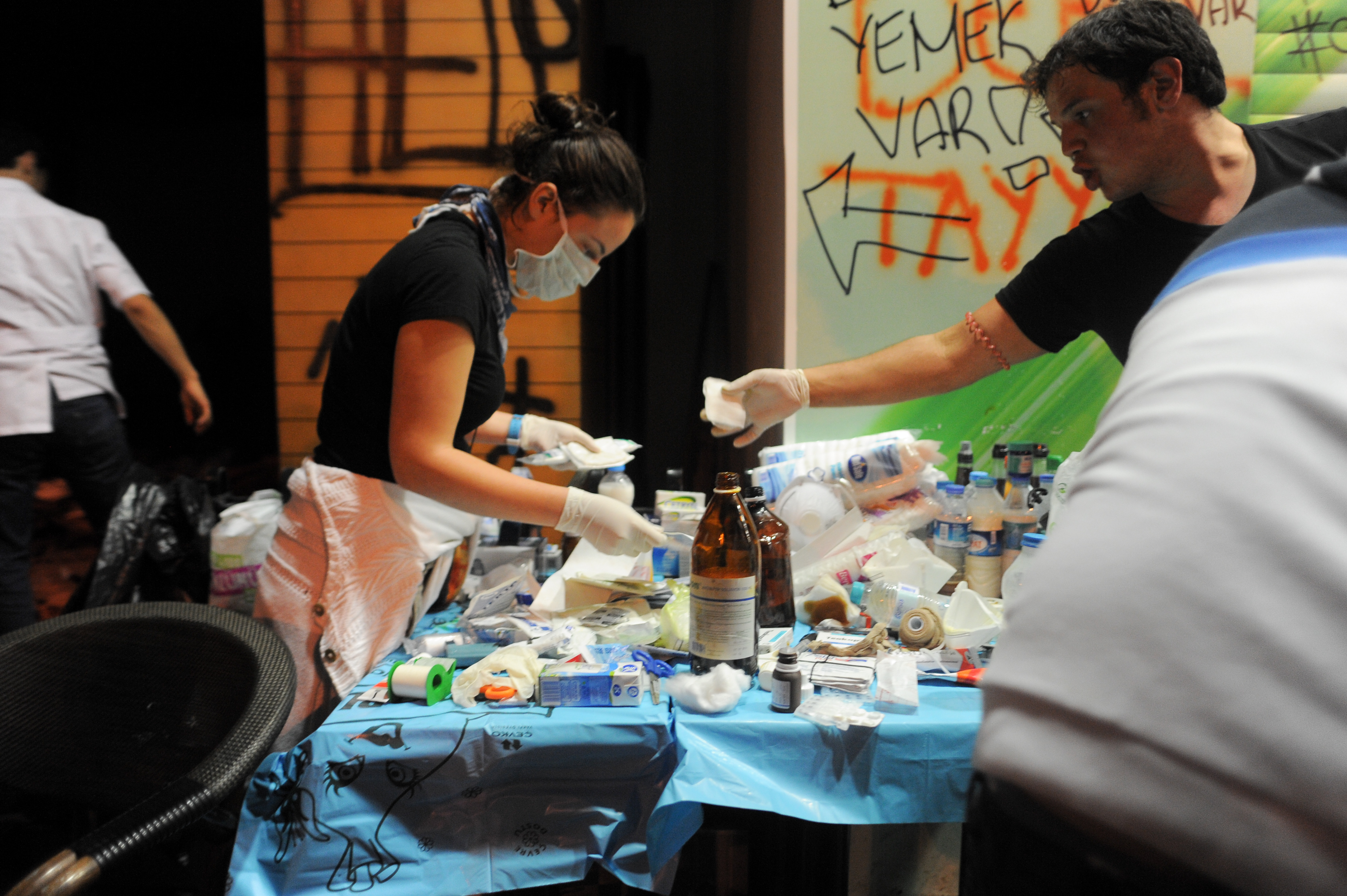
3 juin, un bénévole qui propose de l'aide médicale, place Taksim.
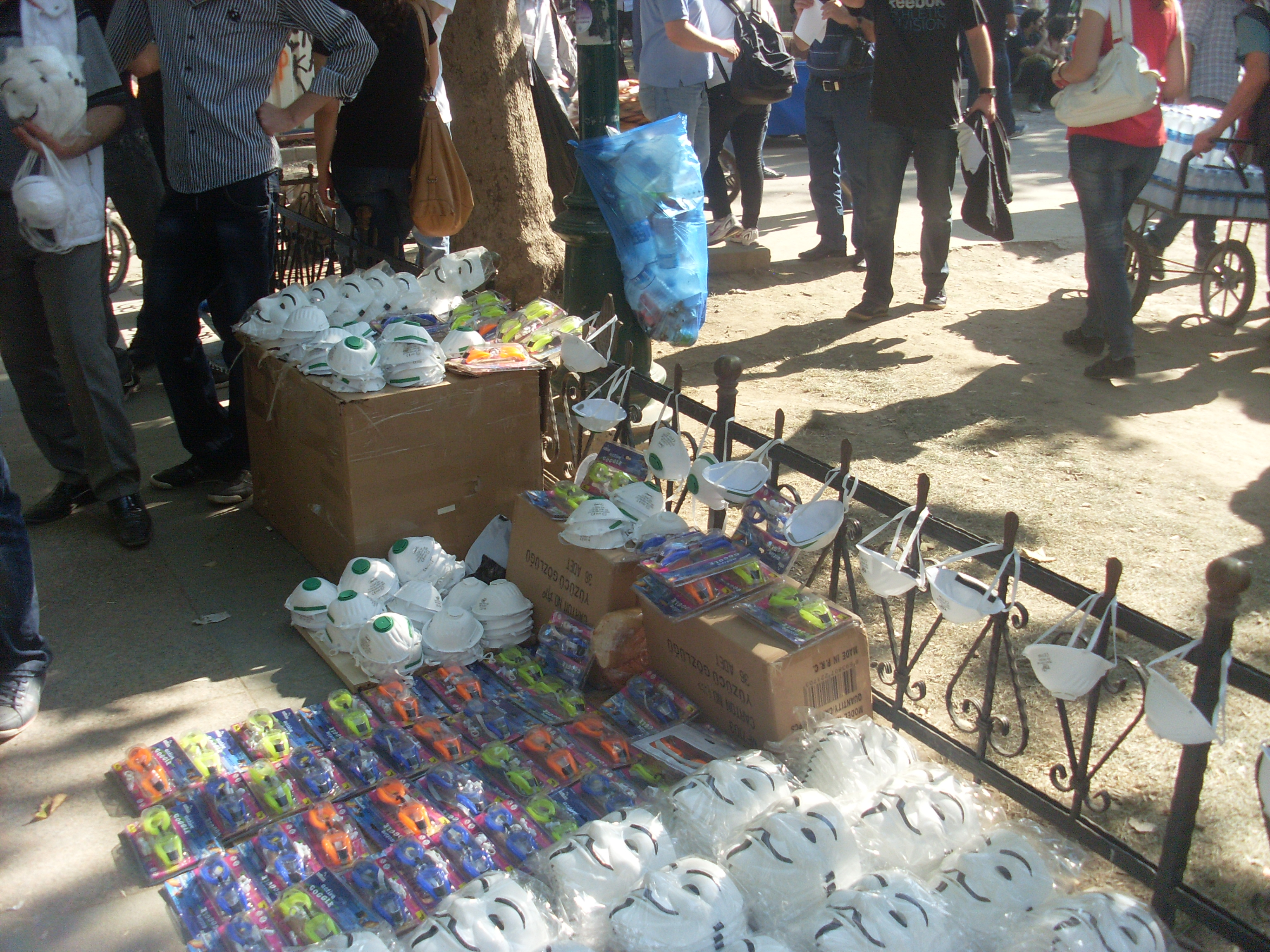
4 juin, masques de Guy Fawkes, masque à poussière et lunettes de protection en vente à Gezi Park.
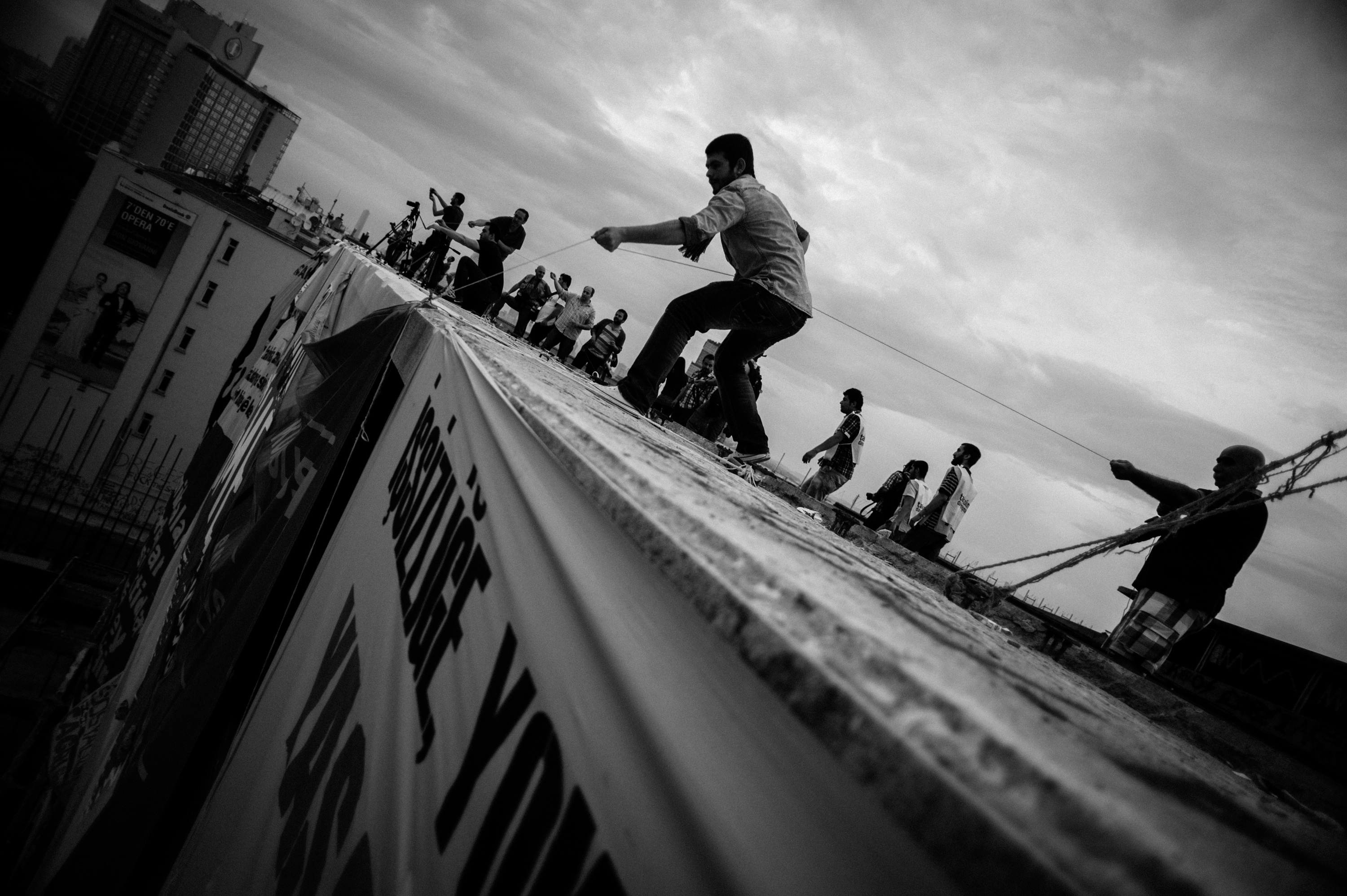
5 juin, les protestataires occupent les bâtiments qui entourent la place Taksim.
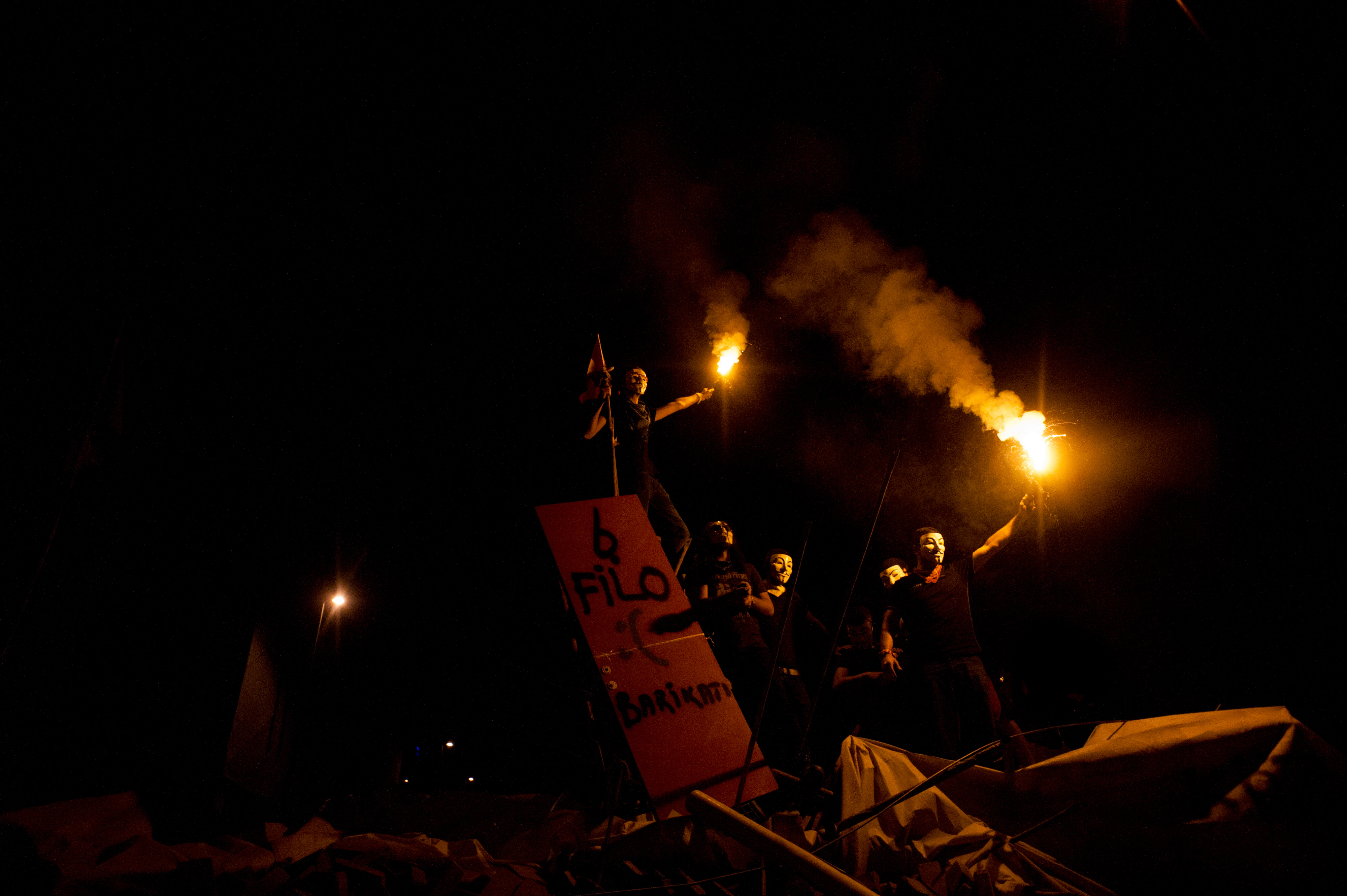
6 juin, les barricades sont maintenues en place par les protestataires.
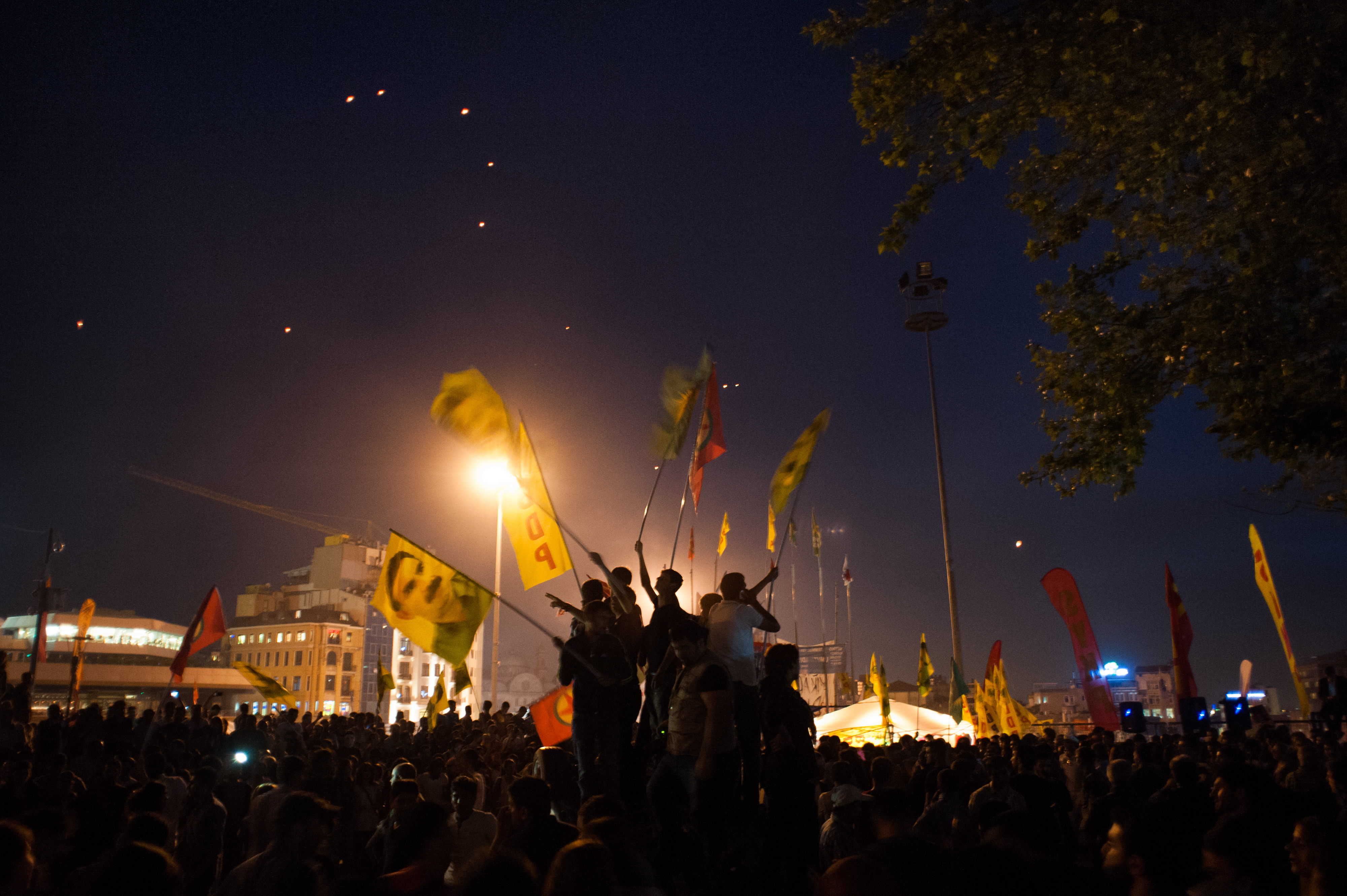
7 juin, des manifestants kurdes agitent des posters d'Öcalan.
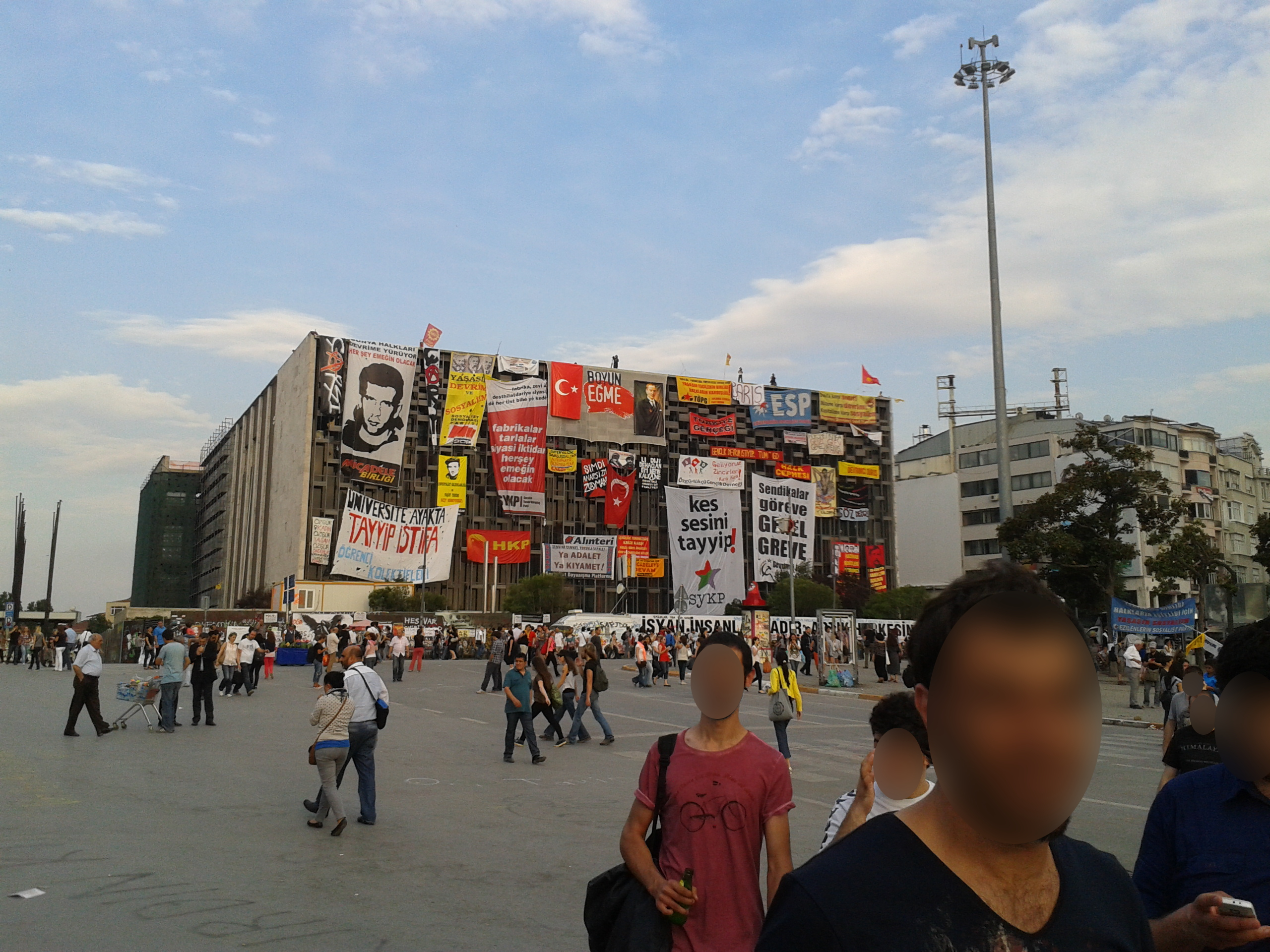
7 juin, vue sur les posters géants qui recouvrent le centre culturel Atatürk sur la place Taksim.
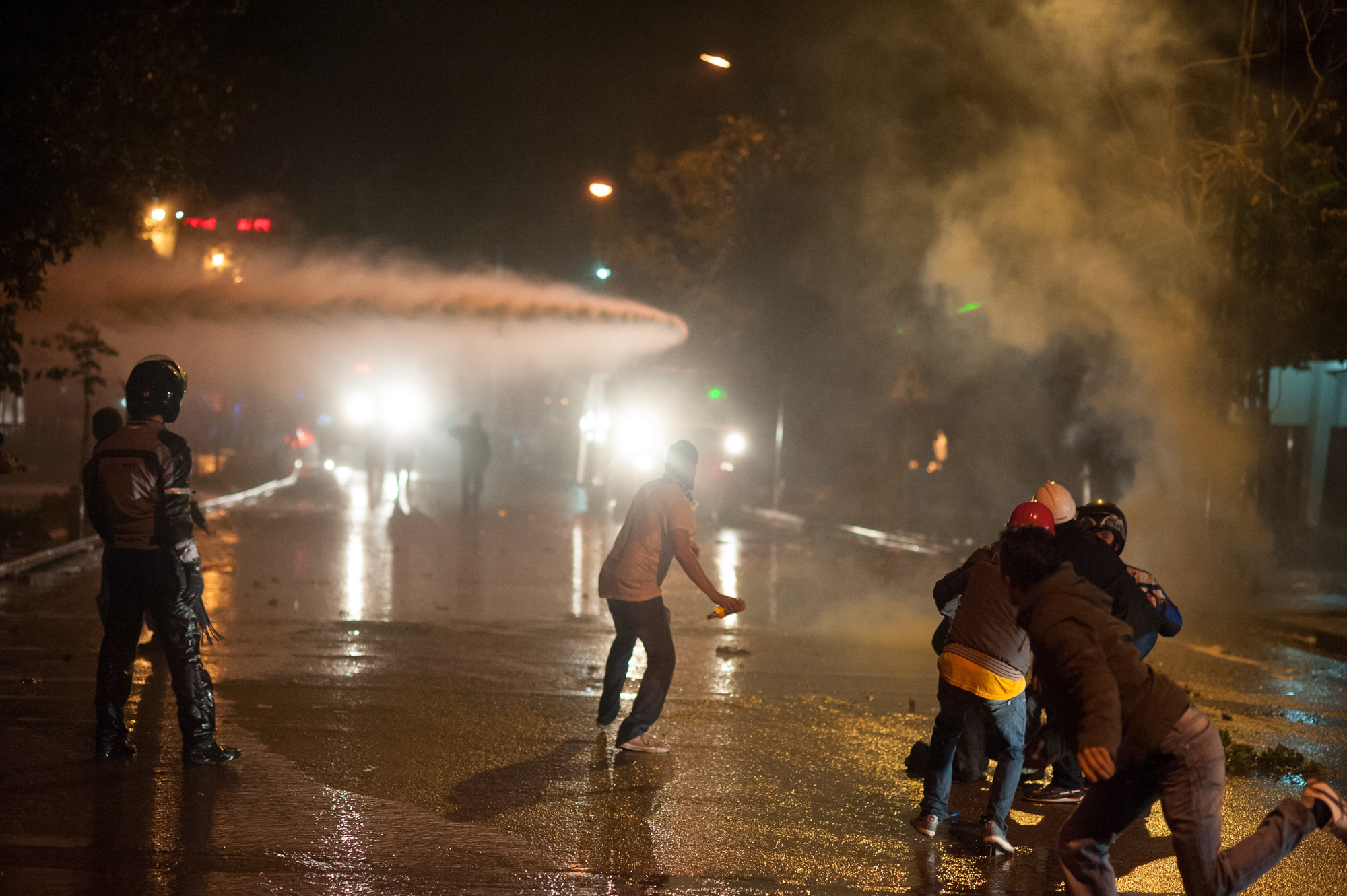
du 7 au 8 juin à Ankara, affrontement de la police avec les manifestants.